# Rathaus Köln

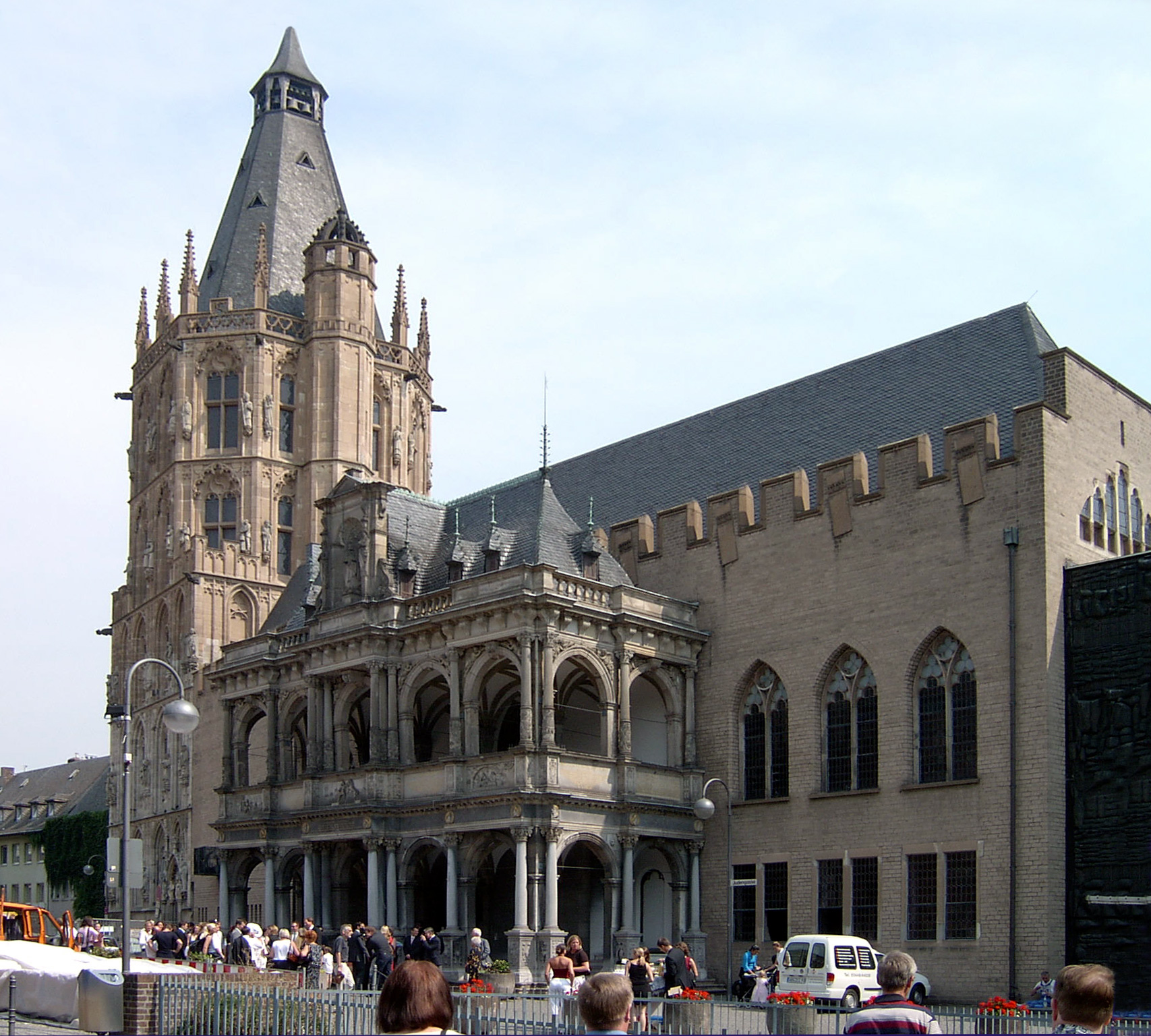
Das Kölner Rathaus im Jahre 2004

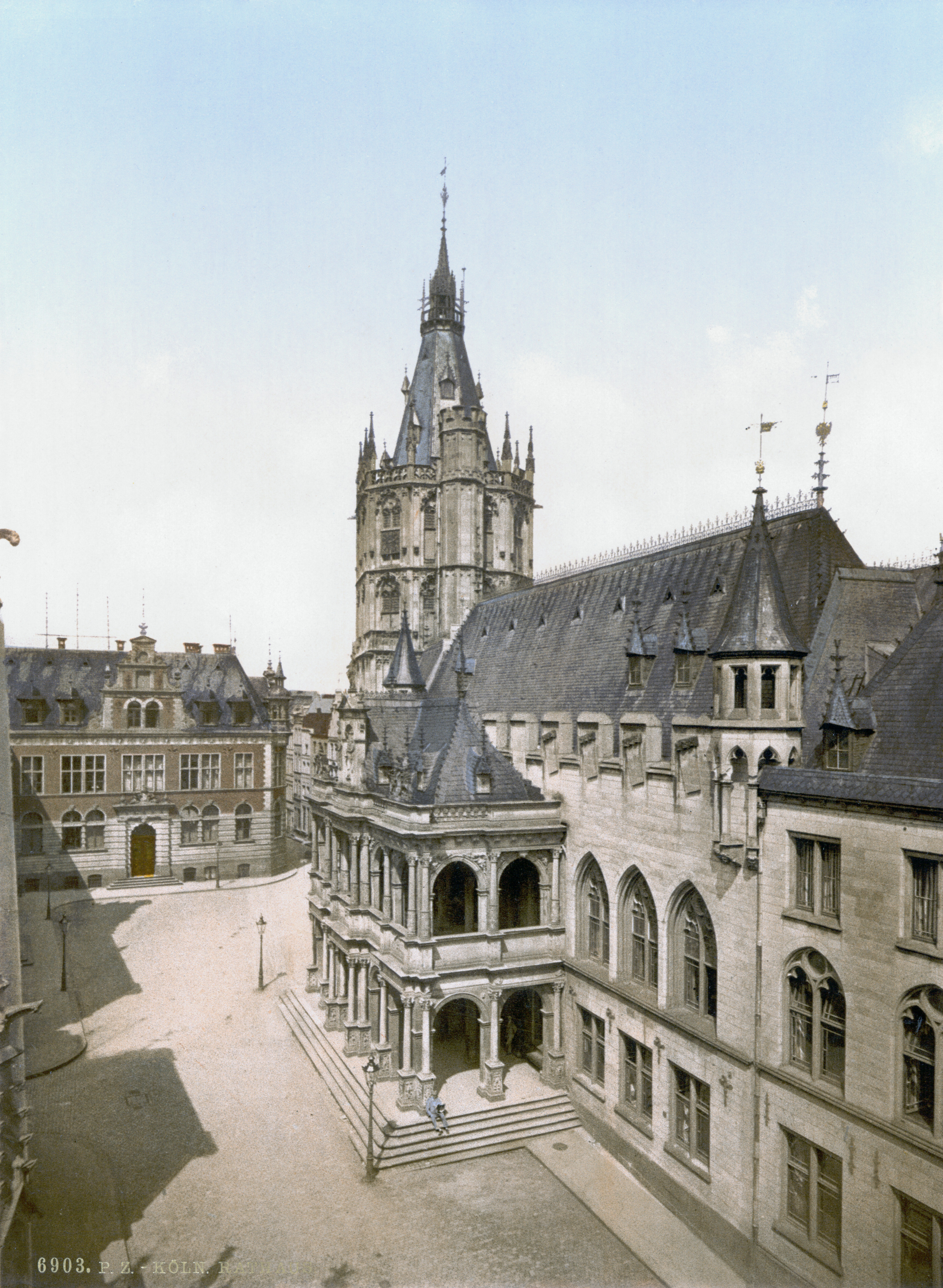
Das Rathaus von Köln um 1900 (Photochromdruck)

Das historische Kölner Rathaus, im Zentrum der Kölner Innenstadt gelegen, ist aufgrund seiner Bauzeugnisse als ältestes Rathaus Deutschlands anzusehen. Seine dokumentierte Baugeschichte erstreckt sich über 800 Jahre. Die Verwaltungsbauten des Historischen Rathauses sind ein Baudenkmal im Sinne des Denkmalschutzgesetzes Nordrhein-Westfalens (Denkmalnummer 114).

## Lage

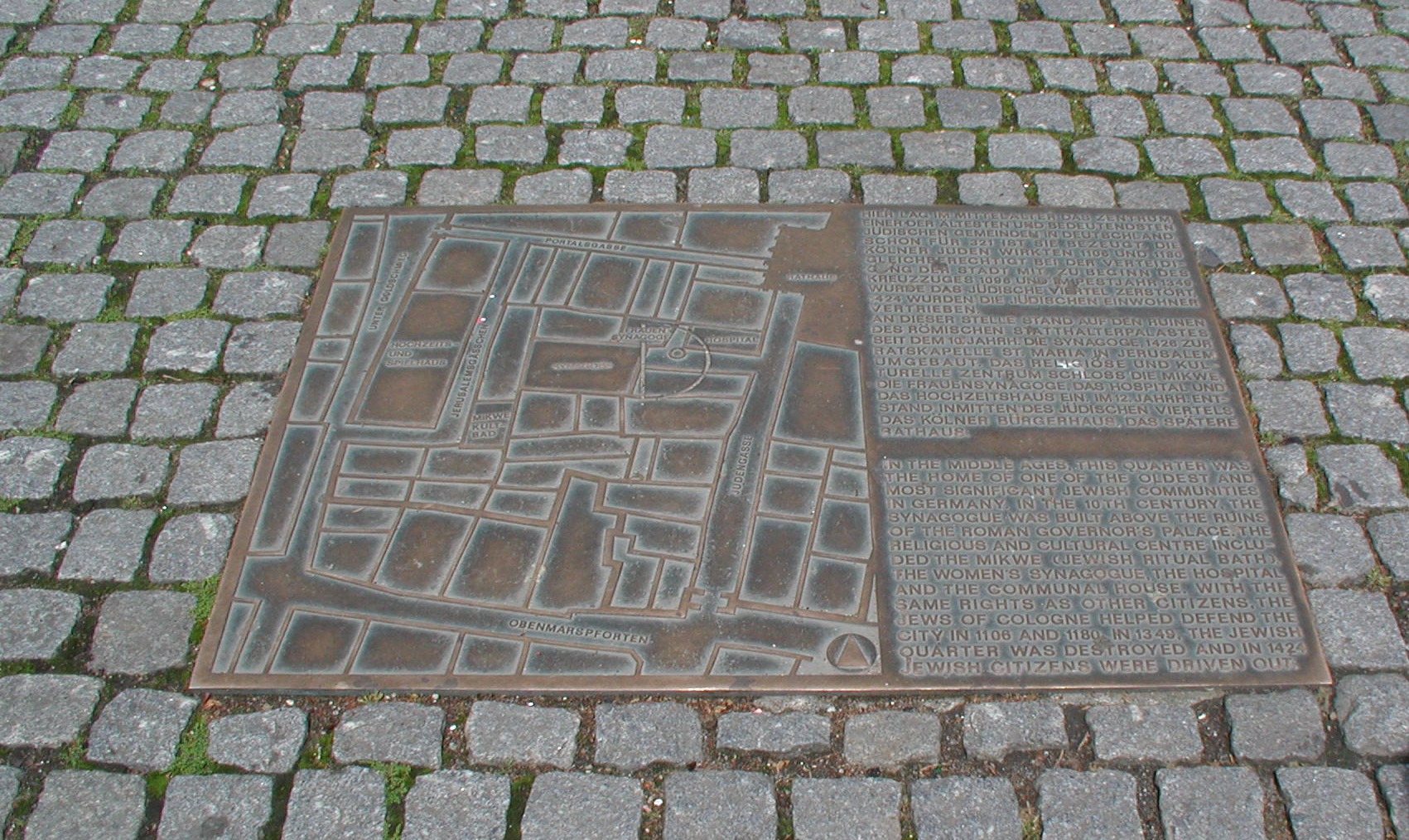
Der Plan des jüdischen Viertels ist in den heutigen Straßenbezeichnungen nachvollziehbar

Der Kölner Rathauskomplex gruppiert sich mit teilweise miteinander verbundenen Gebäudesegmenten am Rathausplatz in der Kölner Innenstadt. Das historische Rathaus befindet sich zwischen der an Obenmarspforten beginnenden Judengasse und der Bürgergasse an der östlichen Seite des Platzes. Es besteht aus dem um 1330 errichteten Kernbau mit Walmdach, dem 1407–1414 an dessen Schmalseite angebauten Rathausturm und der seit 1569–1573 vorgelagerten Renaissance-Laube sowie einem später angegliederter Verwaltungstrakt. Durch späteren Grundstückszukauf an der Ostseite des Hauptgebäudes grenzt der Rathauskomplex fast an den auf tieferem Niveau liegenden Alter Markt.
Der sogenannte Spanische Bau, am Ort vorheriger gotischer Erweiterungsbauten erst 1660/61 geschaffen, begrenzt den heutigen Rathausplatz an der Nordwestseite. Er liegt zwischen Portalsgasse, Bürgergasse, Große Budengasse und Theo-Burauen-Platz an seiner Nordseite. Im Westen, an der Straße Unter Goldschmied, endet das langgestreckte Gebäude wieder an der Portalsgasse und dem Rathausplatz. Am südwestlichen Eckpunkt Obenmarspforten / Unter Goldschmied befinden sich drei markante Gebäude: Das ebenfalls historische Farina-Haus, das Haus Neuerburg am Gülichplatz und das sich südlich an dieser Ecke des Rathausplatzes anschließende Museum, das die Namen des Kölner Kunstsammlers Wallraf und des Kölner Kaufmanns Richartz trägt.

## Historisches Rathaus

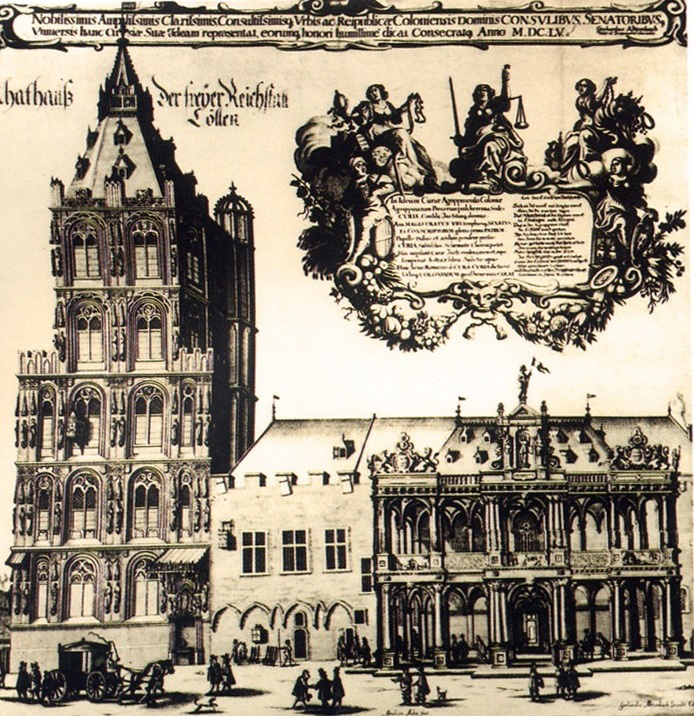
Kölner Rathaus, Kupferstich um 1655

Der Rathauskomplex steht im Kernbereich der um das Jahr 50 in den Rang einer Stadt (Colonia) erhobenen römischen Siedlung. Urkunden belegen die Anfänge des historischen Bauwerkes. Die ersten aus den Jahren 1135/52 erwähnen ein domus in quam cives conveniunt, ein Haus, in dem die Bürger zusammenkommen. Ein weiteres Dokument beschreibt die Lage des Hauses. So heißt es 1149, dass das Haus, domus inter judeos sita, im Judenviertel gelegen sei. Bei diesem ersten Bauwerk, dessen Fundament teilweise auf Resten der römischen Stadtmauer ruhte, handelte es sich vermutlich um ein zweigeschossiges, in romanischem Stil errichtetes Gebäude.
Der älteste auch heute noch erhaltene Bauteil des Rathauses entstand um das Jahr 1330. Ein Dokument aus diesem Jahr besagt, dass der Nachbar des Rathauses, Anselm von Osnabrück, dem anfragenden Rat gestattet, den Unterzug einer Balkenlage in seine nördlich angrenzende Hauswand zu legen. Dieser Vorgang verweist auf ein damaliges größeres Bauvorhaben, in dessen Folge der alte romanische Bau durch einen gotischen Saalbau ersetzt wurde. Da der Saal das gesamte Obergeschoss einnahm, erhielt er den Namen Langer Saal und später Hansasaal. Hier tagte am 19. November 1367 eine Versammlung der Hansestädte und bildete eine Konföderation, um gegen den dänischen König Waldemar IV. Krieg zu führen.

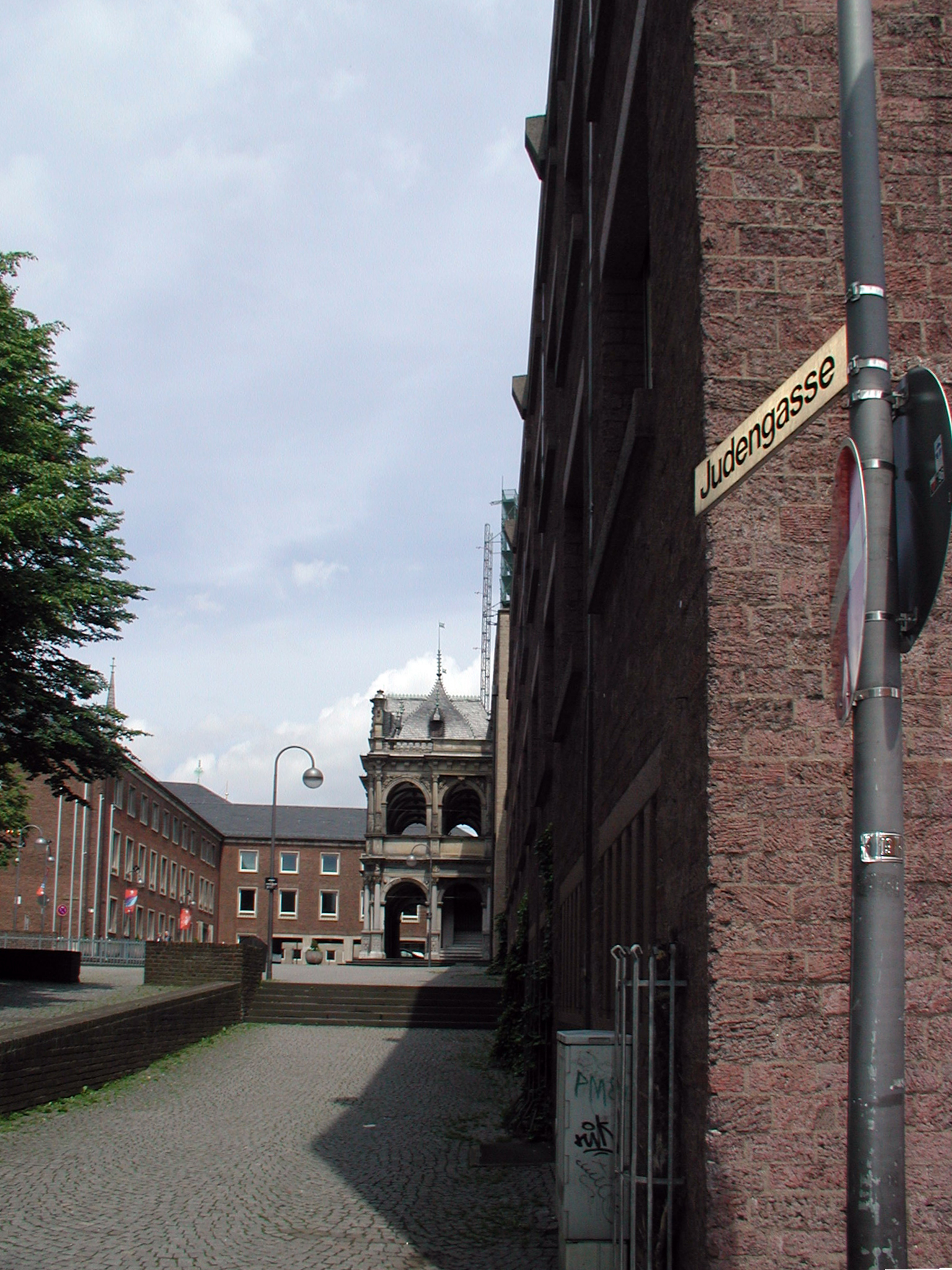
Judengasse, Renaissance-Laube, Spanischer Bau
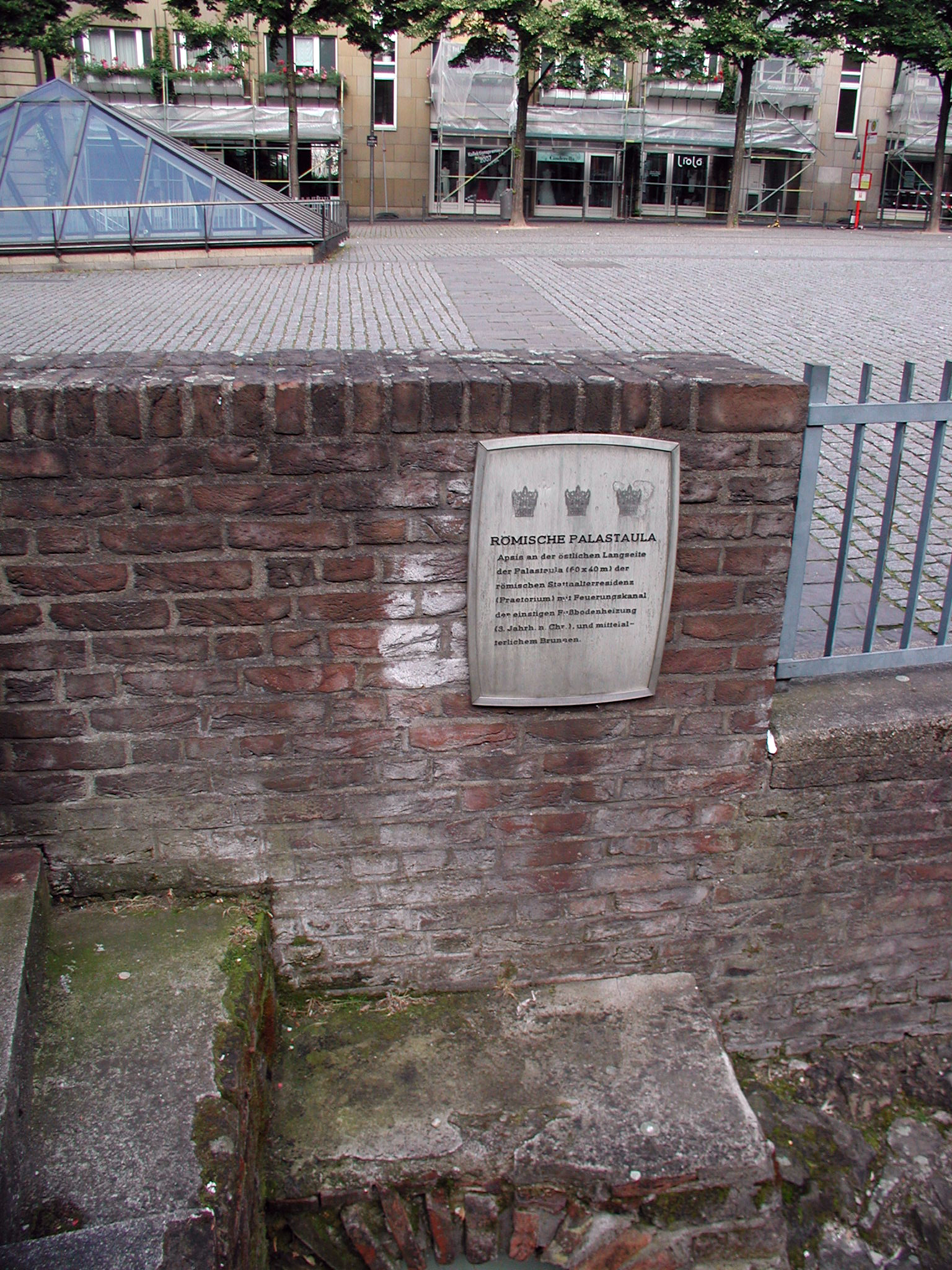
Info zum Prätorium
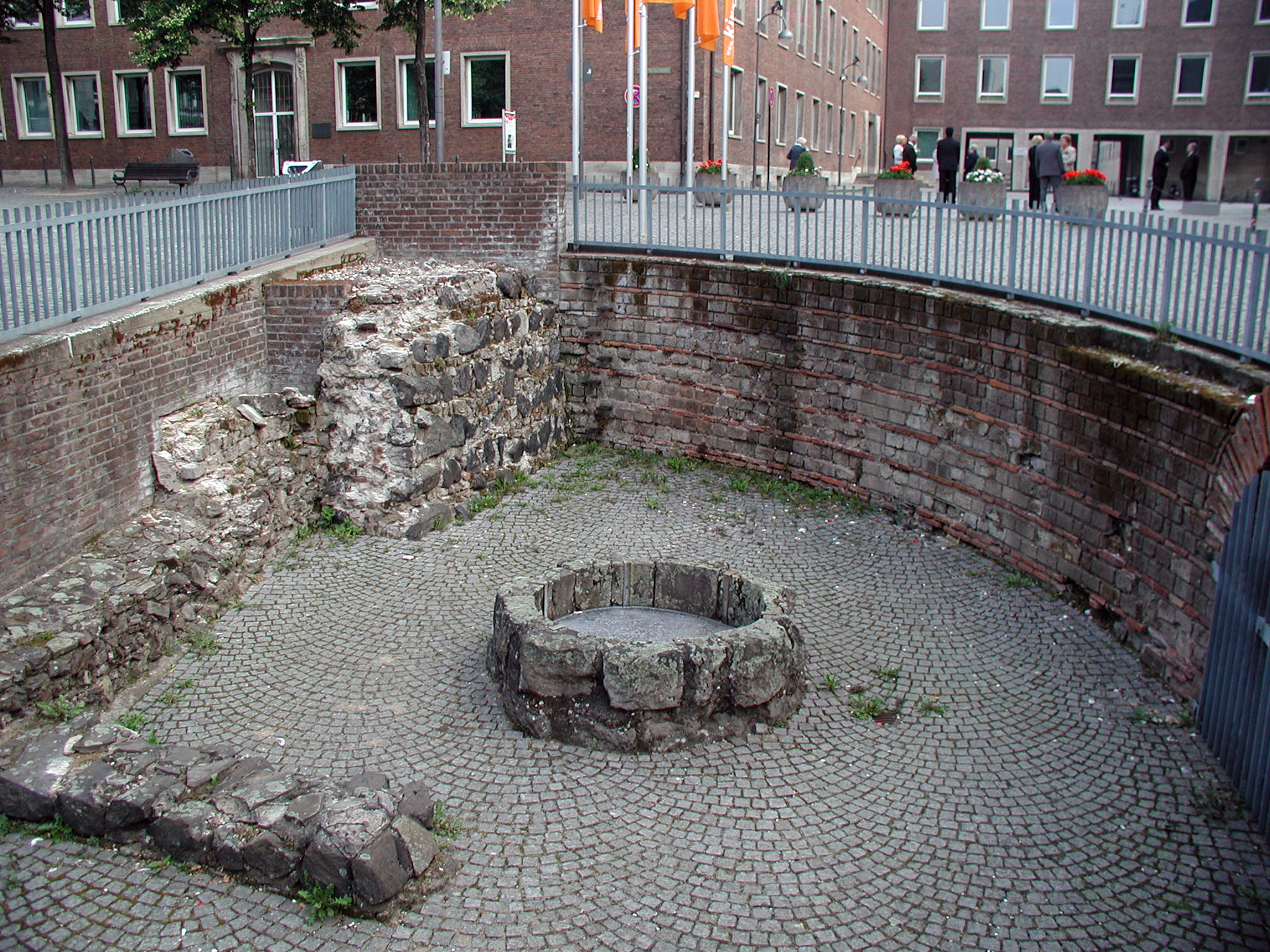
Rathausplatz, Brunnen (3. oder 9. Jahrhundert)
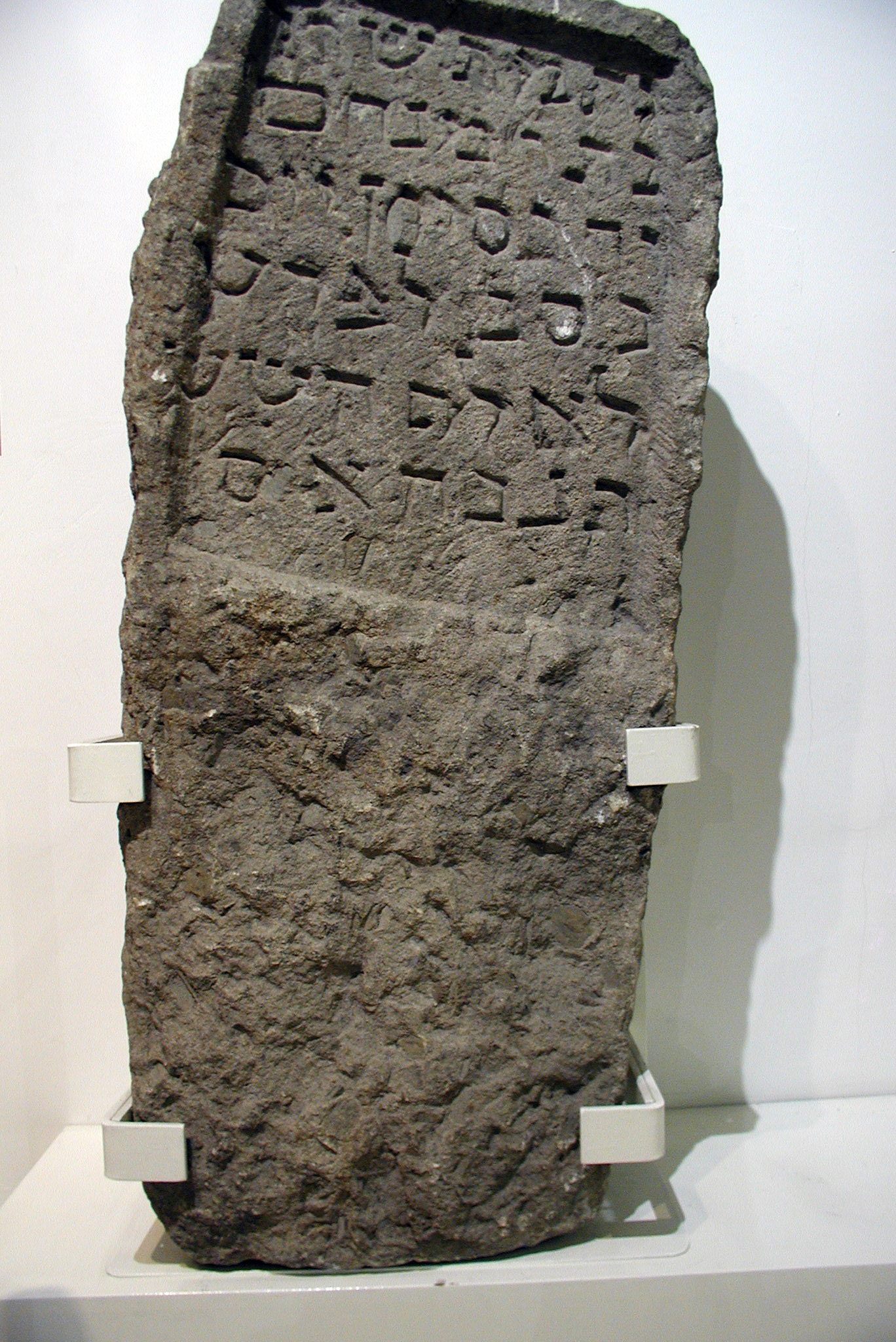
Grabstein der Rachel, 1323 (siehe Bildtext)

Während der im Jahr 1349 stattfindenden Pogrome gegen die jüdischen Bewohner im umliegenden jüdischen Viertel wurde durch übergreifendes Feuer der Nachbarhäuser auch das Rathaus beschädigt. 10 Jahre nach der Machtübernahme der Gaffeln beschloss der Rat den Bau des Ratsturmes.

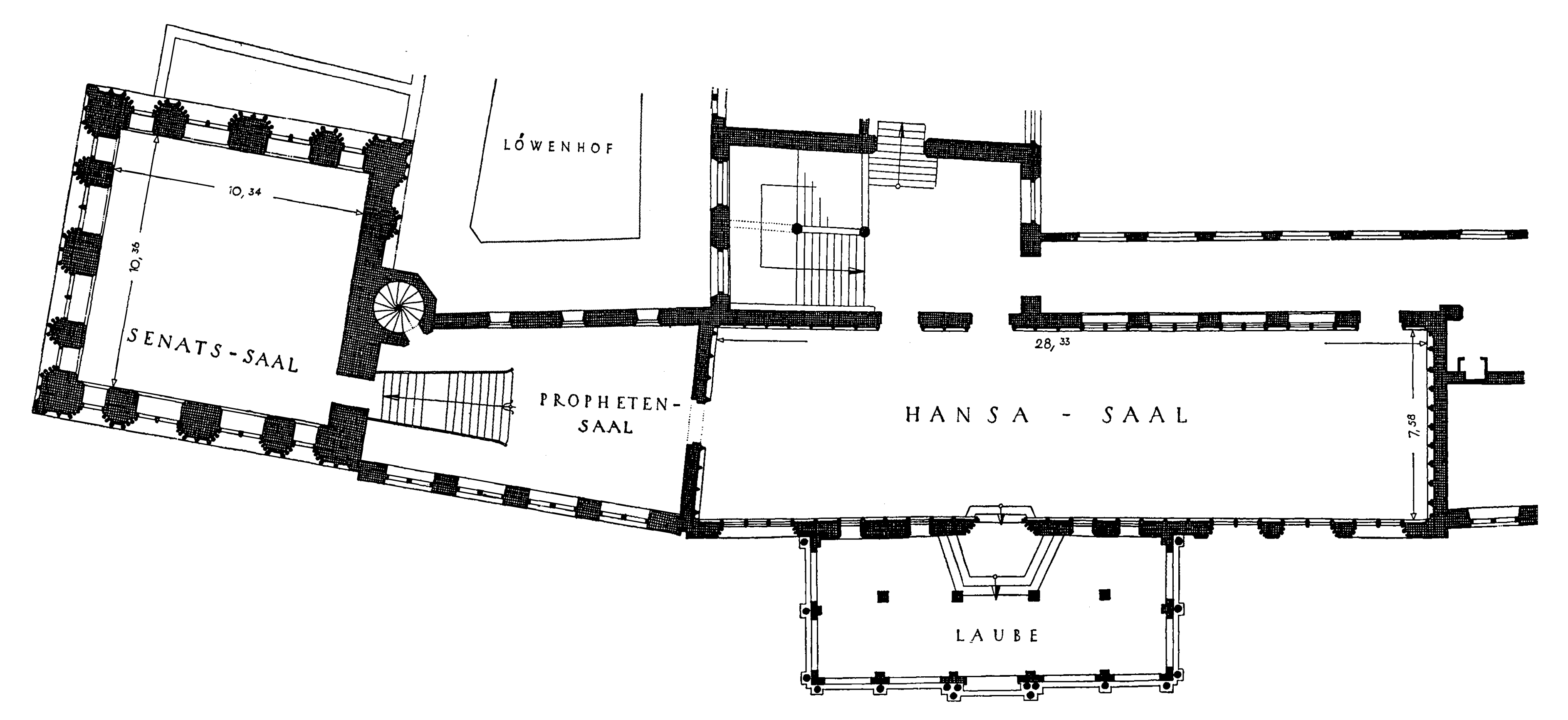
Köln, Rathaus, 1. Obergeschoss, Heinrich Bartmann 1938

### Ratsturm

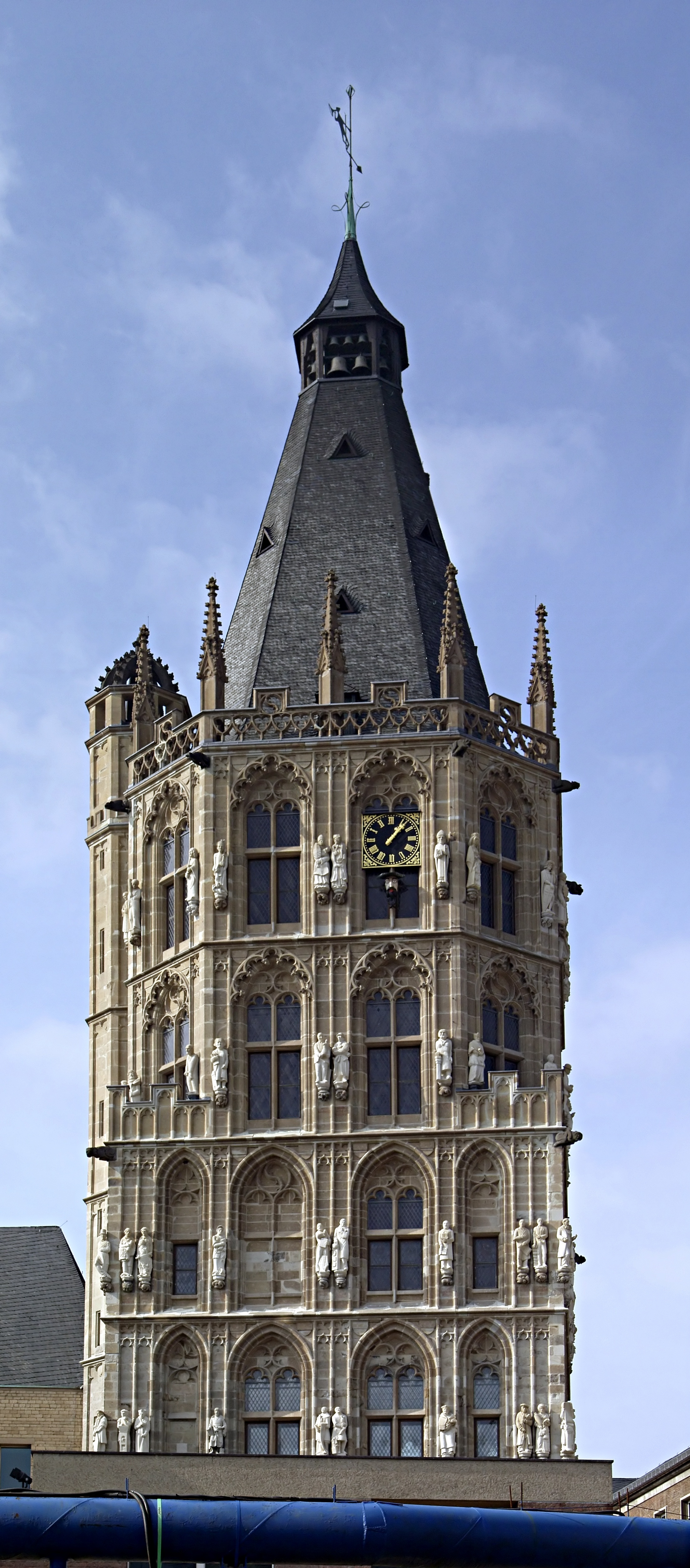
Kölner Rathausturm, Ostseite (Detailansichten hier)

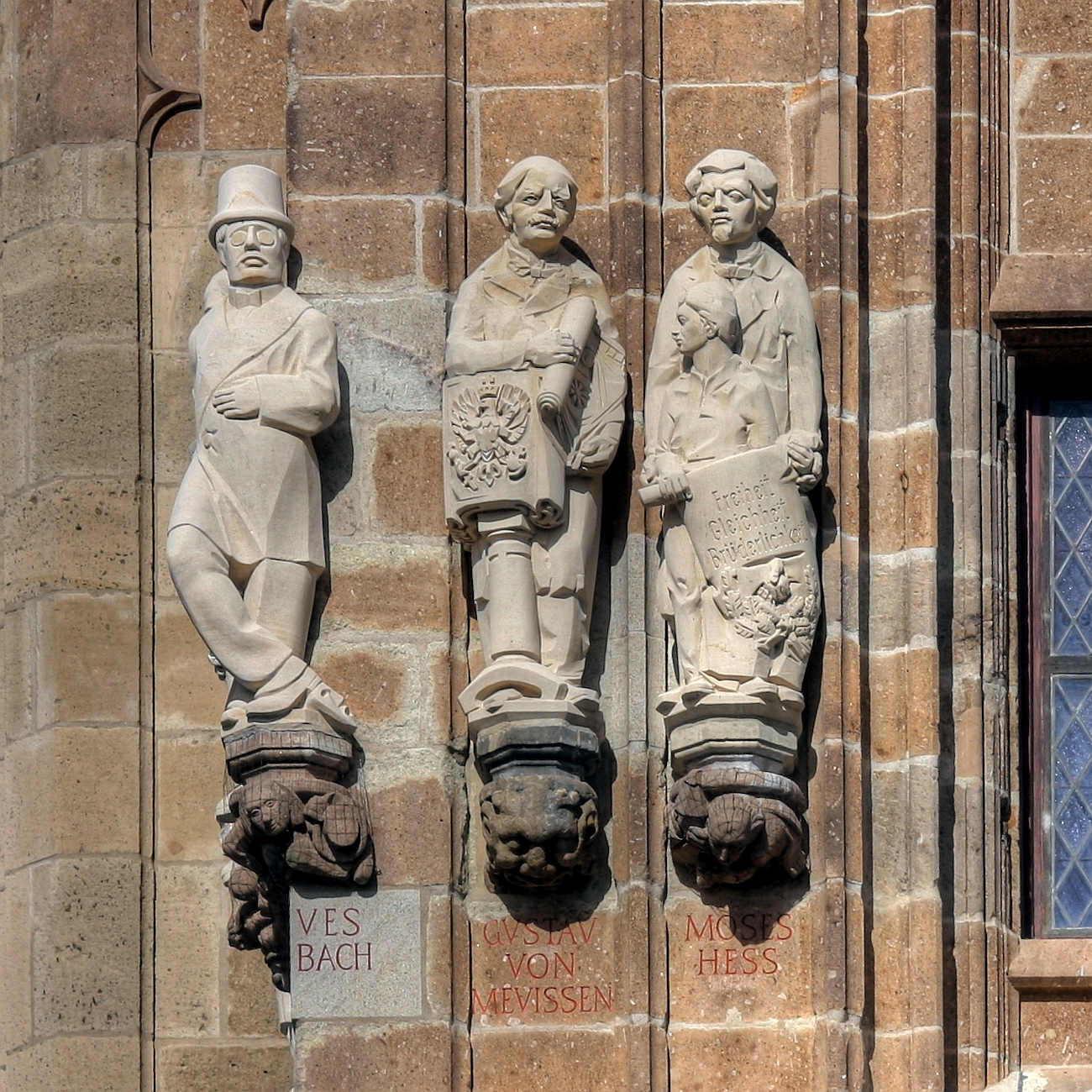
Kölner Rathausturm, Figuren der Kölner Stadtgeschichte

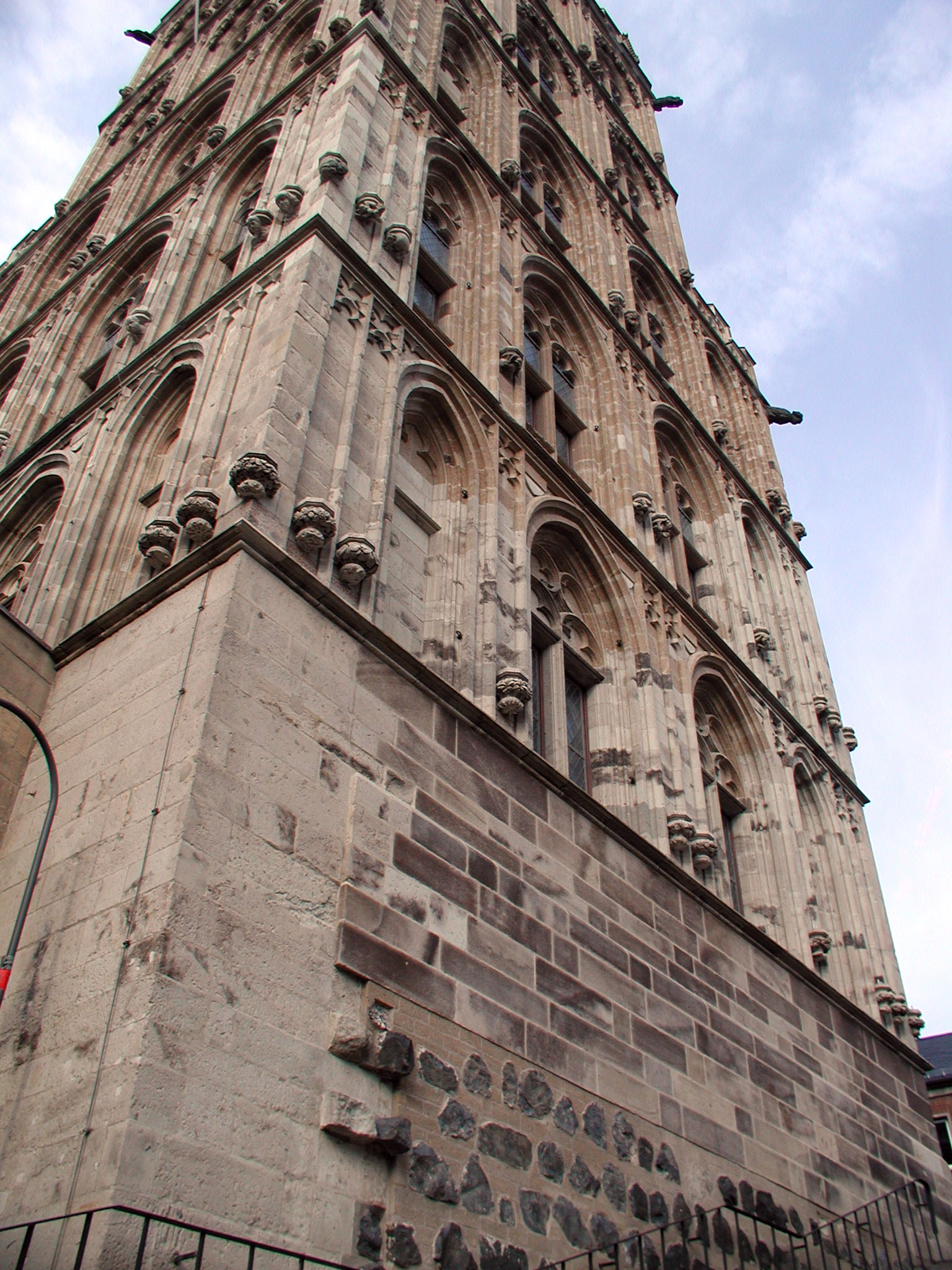
Keller und Fundament am Treppenaufgang vom Alter-Markt

Als Vertretung der Bürger beschloss der Rat Concordatum anno 1406 quo supra feria quinta post assumptionis beate Marie (am 5. Tage nach Maria Himmelfahrt, also am 19. August) den Bau des Ratsturms, eines mehreren Zwecken und Aufgaben dienenden Gebäudes.
Der von 1407 bis 1414 erbaute Ratsturm, um 1440 raizthorn genannt, war von seinen Erbauern auch zur Aufnahme und sicheren Lagerung städtischer Urkunden, Privilegien und Geldbriefen bestimmt. Verantwortlicher Baumeister (d. h. Bauverwalter) war der Rentmeister Roland von Odendorp (zeitweilig auch Bürgermeister der Stadt Köln). Das spätgotische Bauwerk ähnelt niederländischen Belfrieden, hat zwei vierkantige Obergeschosse mit weiteren zwei aufgesetzten achteckigen Geschossen und erreicht eine Höhe von 61 Metern. Aufgrund dieser Höhe war das oberste Geschoss, die Kure, die Wachstube des Feuerwächters. Im Turm, dem neuen städtischen Wahrzeichen bürgerlicher Macht, befanden sich auch:
Ein Kelre zo der Stede Weynen (Weinkeller), eine Ratskammer, eine Kammer zo der Stede Reyschap (für Kriegsgerät der Reisigen) und ein Gevolwe zo der Stede Privilegien. Die den Turm seit seiner Vollendung schmückenden steinernen Skulpturen verwitterten und zerfielen im Laufe der Jahrhunderte. Um 1800 hatte das Turmäußere seinen Schmuck fast vollständig eingebüßt. Etwa 80 der Figuren konnten am Anfang des 20. Jahrhunderts ersetzt werden, wurden jedoch zum großen Teil im Krieg erneut zerstört. Zwischen 1988 und 1995 wurde der Rathausturm mit 124 Figuren neu bestückt. Durch einen Konservierungsfehler mussten alle Figuren 2006 wieder abgenommen werden. Inzwischen sind neue Figuren aus Savonnièrestein angefertigt worden. Diese wurden ab Juli 2008 am Turm aufgestellt und am 29. November 2008 in einem kleinen Empfang der Öffentlichkeit erneut feierlich übergeben.
→ Liste der Kölner Ratsturmfiguren

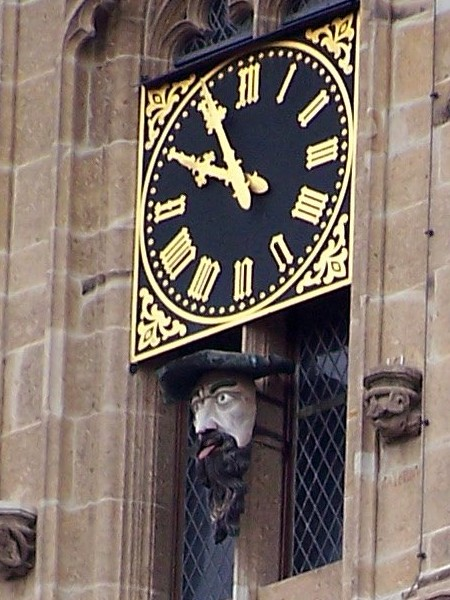
Turmuhr und Platzjabbeck

An der ostwärts gewandten Seite des Turmes streckt den Passanten des Alter Markts der Platzjabbeck (Kölsch für ‚den Mund aufreißen‘, ‚jappen‘) zur vollen Stunde die Zunge heraus. Der schon im 15. Jahrhundert entstandene Kopf mit Schlapphut ist unter der Turmuhr angebracht und wurde 1913 mit der entsprechenden Mechanik ausgerüstet. Der Platzjabbek erinnert auch an das Selbstbewusstsein des Bürgertums, das nach der Machtübernahme den Patriziern die Zunge herausstrecken konnte. 1426 errichtete der Rat auf dem Grundstück der während der Pogrome vernichteten ersten Kölner Synagoge gegenüber dem Rathaus die Ratskapelle St. Maria in Jerusalem als ihr Gotteshaus.

#### Rathausglockenspiel
Der Turm des Rathauses besitzt seit 1958 ein Glockenspiel. 45 bronzene Glocken wurden von den Nachfolgern der mittelalterlichen Zünfte, den Kölner Handwerksinnungen, gestiftet. Dazu kamen zwei von Vereinen gestiftete Glocken und die größte von allen, die Konrad Adenauer gestiftet hat. Das insgesamt 14 Tonnen schwere Geläut aus 48 Glocken kann von Hand über Drahtzüge oder elektromechanisch und rechnergesteuert zum Klingen gebracht werden. Täglich um 9, 12, 15 und 18 Uhr spielt das Glockenspiel aus einem Repertoire von 24 programmierten Melodien. Zu bemerken ist, dass um 12 Uhr der Tierkreis – 12 Melodien der Sternzeichen von Karlheinz Stockhausen gespielt wird. Deshalb sei Köln die einzige Stadt Deutschlands, in der kontinuierlich und täglich Neue Musik an einem öffentlichen Platz gespielt wird. Die Mitarbeiter des 2007 gestorbenen Komponisten haben die Melodien für die Wiedergabe durch das Glockenspiel und sein steuerndes Computerprogramm eingerichtet.

#### Turmgeschosse
Der Rat nutzt die Räume des zweiten und dritten Obergeschosses derzeit für die Aufbewahrung und die Präsentation von Gastgeschenken. Es sind dies vornehmlich Gaben der mit der Stadt verbundenen Partnerstädte, aber auch Präsente, welche bei anderen Anlässen überreicht wurden. Im vierten Turmgeschoss ist das Lapidarium untergebracht. Es beherbergt den Fundus weniger noch erhaltener Originale des bildhauerischen Fassadenschmuckes.

### Rathauslaube

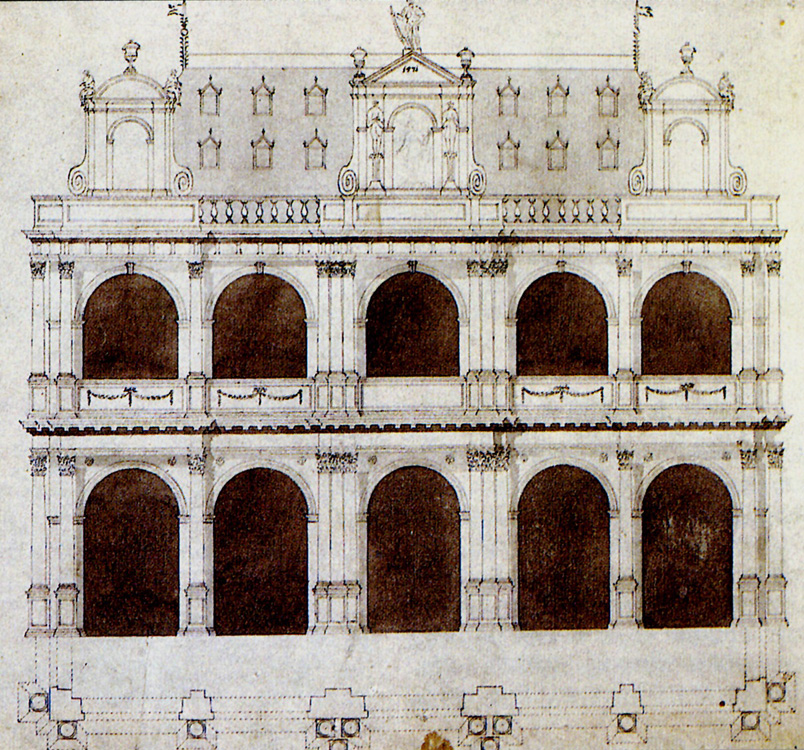
Entwurf des Rathausportals von Wilhelm Vernukken

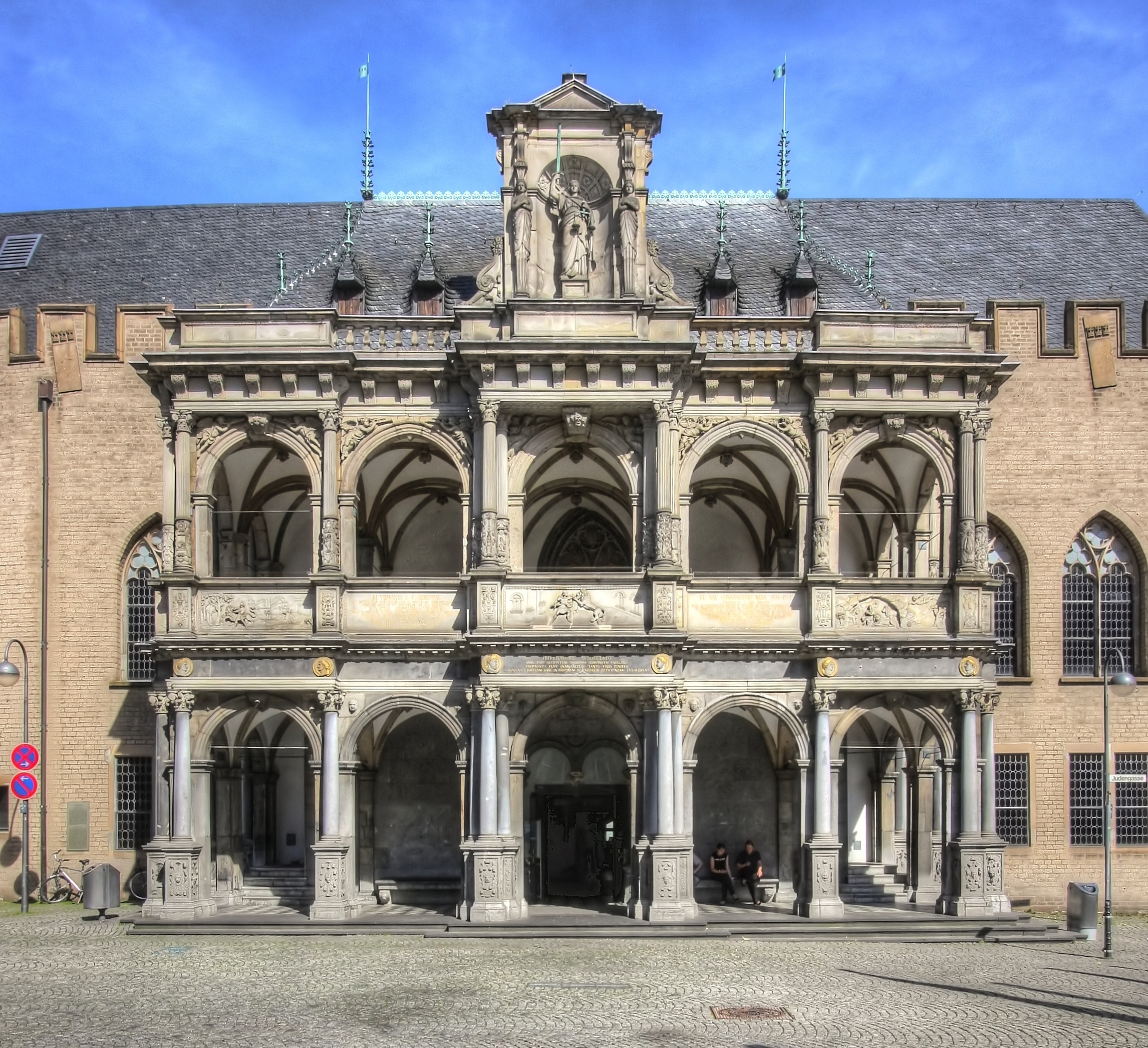
Heutige Rathauslaube im Renaissancestil

Erstmals im Jahr 1404 wurde eine dem Rathausbau vorgelagerte Laube erwähnt. Der Vorbau im Renaissancestil, 15 Meter breit und zweigeschossig, wurde jedoch erst in den Jahren 1569–1573 nach den Plänen des Baumeisters Wilhelm Vernuken aus Kalkar am Niederrhein gebaut. Sie wurde als Ersatz für die baufällig gewordene mittelalterliche Vorhalle des Saalbaues geschaffen. Der prächtige Neubau, bei dessen Planung sich Vernukken von dem Architekten und Bildhauer Cornelis Floris de Vriendt aus Antwerpen inspirieren ließ, diente nicht nur der Verschönerung der Westfassade des Rathauses, sondern auch praktischem Zweck: Vom Obergeschoss aus verkündete der Rat seine Beschlüsse als sogenannte „Morgenansprachen“. Für das in vierjähriger Bauzeit errichtete Kunstwerk entstanden dem Rat Kosten von 110.000 Goldgulden.
Die Vorhalle konnte nach ihren erheblichen Beschädigungen im letzten Weltkrieg originalgetreu wieder errichtet werden. In der fünf Schiffe breiten und zwei Joche tiefen Renaissance-Laube wurde auch der Treppenaufgang in das Obergeschoss mit seinem Zugang zum neuen Hansasaal rekonstruiert. Ein über den Bögen des Erdgeschosses angebrachter Fries trägt in Medaillons die Köpfe römischer Imperatoren. Die Verzierungen in der Brüstung des Obergeschosses zeigen symbolhaft die Stärke des Rates. In der Darstellung des legendären Kampfes des Bürgermeisters Gryn gegen einen Löwen verwies der Rat auf die Auseinandersetzungen zwischen den rivalisierenden Parteien Kurie/Erzbischof und Bürgerschaft/Rat um die Stadtherrschaft. Seitliche Inschriften an der Laube berichten über die Geschichte der Stadt. Mit Kaiser Maximilian wurde eine Brücke von der Zeit des antiken Kaisertums zur Gegenwart geschlagen. Die Nische (Ädikula) auf dem Obergeschoss birgt eine Statue der Justitia. Über ihr befand sich früher noch eine Statue des „Kölner Bauern“ als Ausdruck der Reichstreue Kölns.

### Foyer

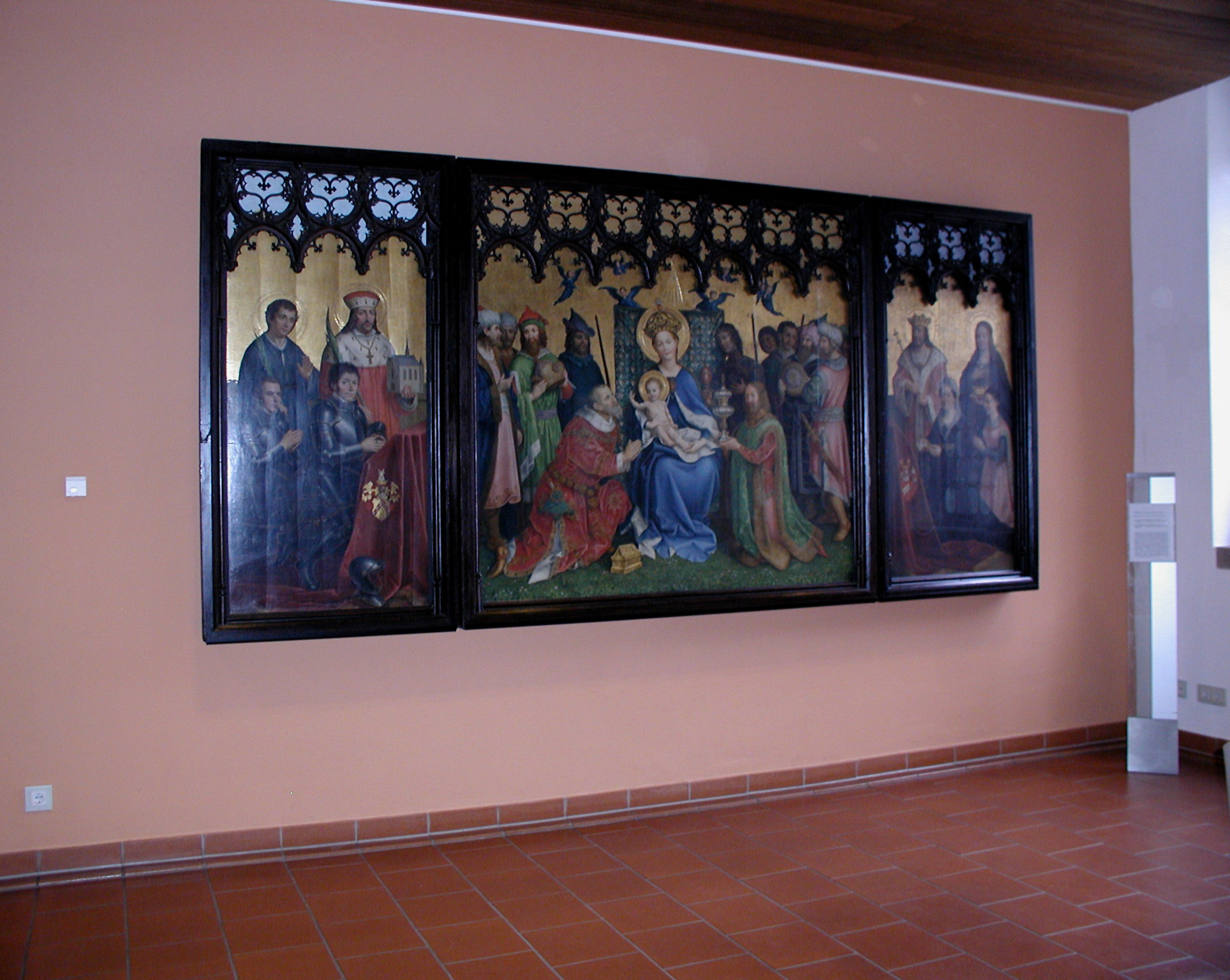
Foyer Kopie Stefan Lochners „Altar der Stadtpatrone“

Gläserne Schwingtürflügel in der Mitte der Renaissance-Laube und eine dahinter liegende schwere Bronzetür, letztere von dem Kölner Bildhauer H. Gernot geschaffen, dienen als Haupteingang des historischen Rathauses. Betritt man das Foyer, befindet man sich in einem der eigentlichen Rathaushalle vorgelagerten Empfangs- und Verweilraum. Der Raum hat eine Länge von 30 Metern, seine Breite beträgt 7,60 und seine Höhe 3,30 Meter. Der aufgrund seiner beachtlichen Länge und Farbgestaltung niedrig wirkende Raum ist mit rotbraunen Tonplatten gefliest, seine Westseite hat bleiverglaste Fenster. Hier befinden sich der Informationsstand, die Garderobe sowie Sitzgruppen für die Besucher. Neben diversen Grafiken an den Seiten des langgestreckten Raumes ist an der südlichen Kopfwand eine Kopie des berühmten Altars der Stadtpatrone von Stefan Lochner zu sehen. Lochner, selbst auch Ratsherr, schuf das Werk im Auftrag des Rates 1440 für die damalige Ratskapelle St. Maria in Jerusalem. 1857 wurde das Kunstwerk durch Urteil des rheinischen Appellationsgerichtes dem Domkapitel zugesprochen.
Auf dem Bereich der heutigen Vorhalle befand sich in der Entstehungszeit des Rathauses die Wohnstatt des Burggrafen. Auch die Kleine Ratskammer und die Kammer der Vierundvierziger, ein beigeordnetes Gremium des Rates (je zwei Abgesandte der 22 Gaffeln), waren hier untergebracht. Rechnungsbelege des 17. und 18. Jahrhunderts wiesen auf nicht allzu große Sparsamkeit des Rates hin. So werden Goldledertapeten für die Neuausstattung des Erdgeschosses sowie neue Tapezerien für die Ratsstube angeführt. Von der Vorhalle, in der heute auch das Wachpersonal seinen Platz hat, gelangt man in die zentrale Haupthalle, die sogenannte Piazzetta.

### Piazzetta

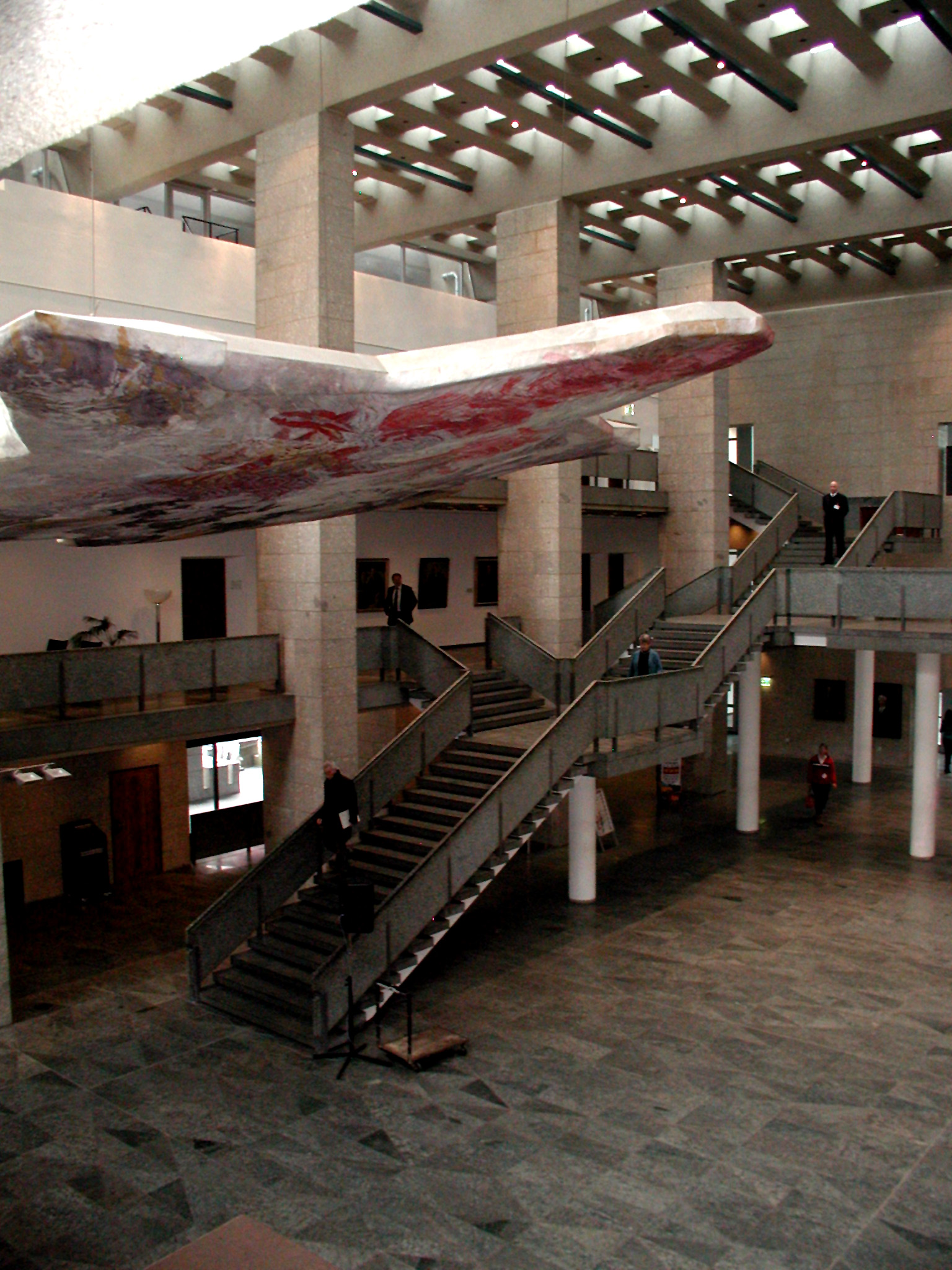
Rathaushalle, „Piazzetta“ mit schwebendem Baldachin von Hann Trier

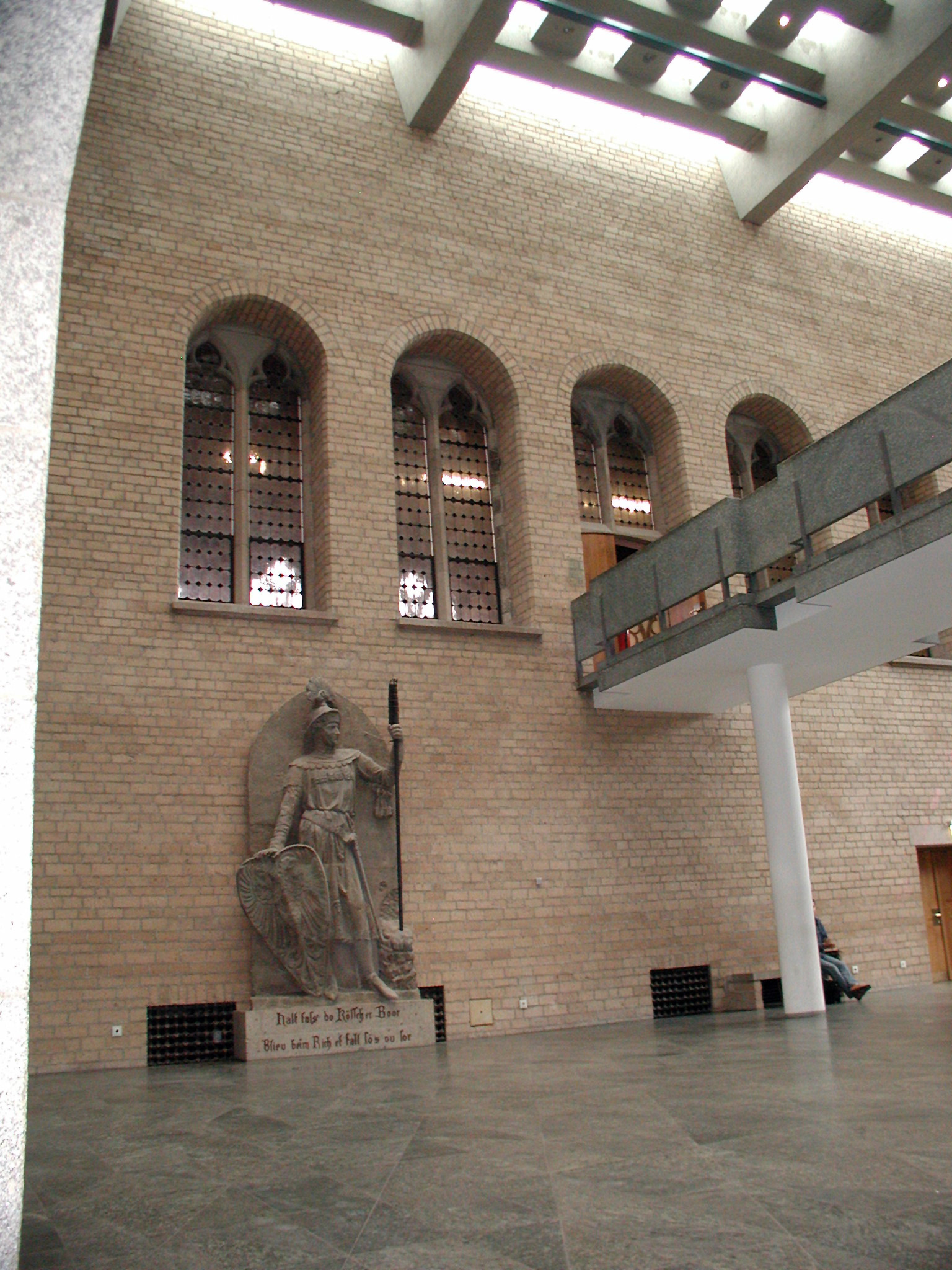
Rathaushalle, „Kölner Bauer“

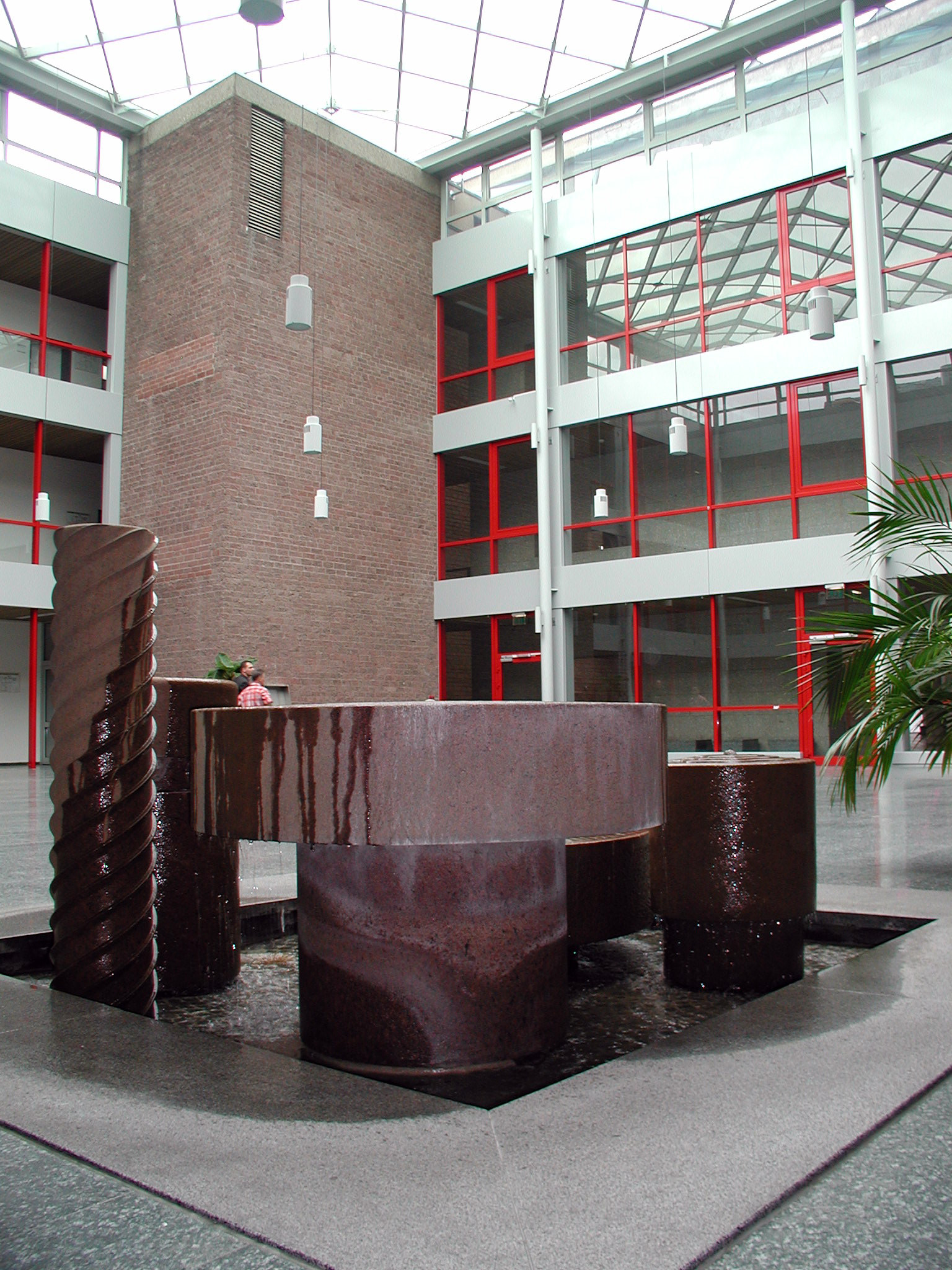
Lichthof im südlichen Verwaltungstrakt

Mit Beginn der Franzosenzeit in Köln im Jahr 1794 wurde die Herrschaft des Rates kurzfristig unterbrochen. Bis 1811 war das Rathaus im Besitz des französischen Staates. Mit den Abmachungen des Wiener Kongresses 1815 gehörte die Stadt dann zu Preußen und das Rathaus wurde erneut Sitz des Rates. 1863 erfolgten unter Stadtbaumeister Julius Raschdorff umfangreiche Renovierungs- und Sanierungsarbeiten. Raschdorff gab bei seinen Maßnahmen in vielen Punkten ohne Rücksicht auf die historische Substanz seinen eigenen Ansichten den Vorrang. So ließ er Treppen abreißen und nach seinem Gusto an anderer Stelle aufbauen, er veränderte komplett die Prophetenkammer und ließ die Ostfront des Traktes zum Alter Markt im Stil der Neorenaissance umgestalten. Der Zweite Weltkrieg zerstörte 90 Prozent der Innenstadt und auch das Rathaus nahezu vollständig. Einige Teile der Innenausstattung entgingen dem Inferno, so wurden beispielsweise die kostbaren Figuren des Hansasaales rechtzeitig ausgelagert.
Die Gestaltung einer räumlich großzügigen modernen Rathaushalle, die Piazzetta, bot sich durch die aufgrund der Kriegszerstörungen vorhandenen Möglichkeiten der Wiederaufbauplanungen. Der dabei freigelassene Platz im Innenbereich des östlichen Gebäudekomplexes wurde mit einer lichtdurchlässigen, ansprechenden Betonkonstruktion als Überdachung versehen und bietet zu verschiedensten Anlässen Hunderten Gästen Raum. Die Piazzetta ist mit 900 Quadratmetern Grundfläche tatsächlich ein kleiner Platz innerhalb der sie umschließenden Gebäude. Von ihr gehen Türen und Gänge, Treppen und Galerien in alle Richtungen. Man gelangt von hier in den historischen Teil, zum Ein- und Ausgang Alter Markt, über das Foyer zum Rathausplatz, in den südlich an den Marsplatz angrenzenden Verwaltungskomplex mit seinem mit Glasdach versehenen Innenhof sowie nach oben, in die Räume des Oberbürgermeisters.

### Obergeschosse
An die östliche Seite, dem Rathausbau und dem Turm angegliedert, wurde 1540/41 durch Laurenz von Kronenberg ein mit Arkaden umstandener Innenhof, der Löwenhof geschaffen, der 1548 durch die Erweiterung des Rathauses nach Osten Richtung Alter Markt geschlossen wurde. Der Name dieses Innenhofes bezieht sich auf den nach einer Legende in diesem Hof erfolgten Kampf gegen einen Löwen, den der Bürgermeister Gryn führte. Die Galeriegeschosse des Löwenhofes sind in mittelalterlicher Lage wiedererstanden. So lag und liegt das Untergeschoss auf der Höhe der Gebäudeteile zum Alter Markt hin und das Obergeschoss auf dem Niveau des Rathausplatzes.

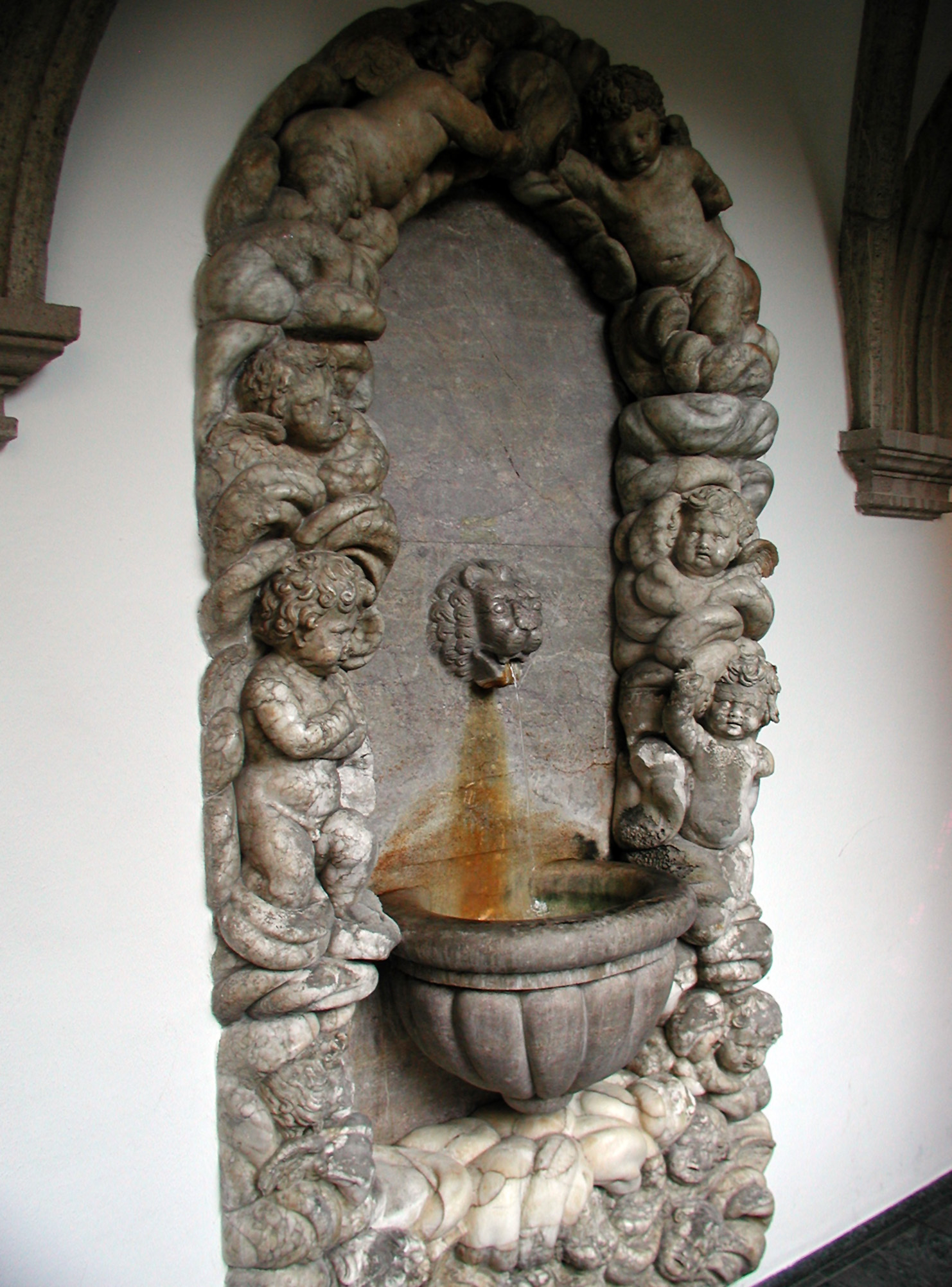
Petersbrunnen um 1662
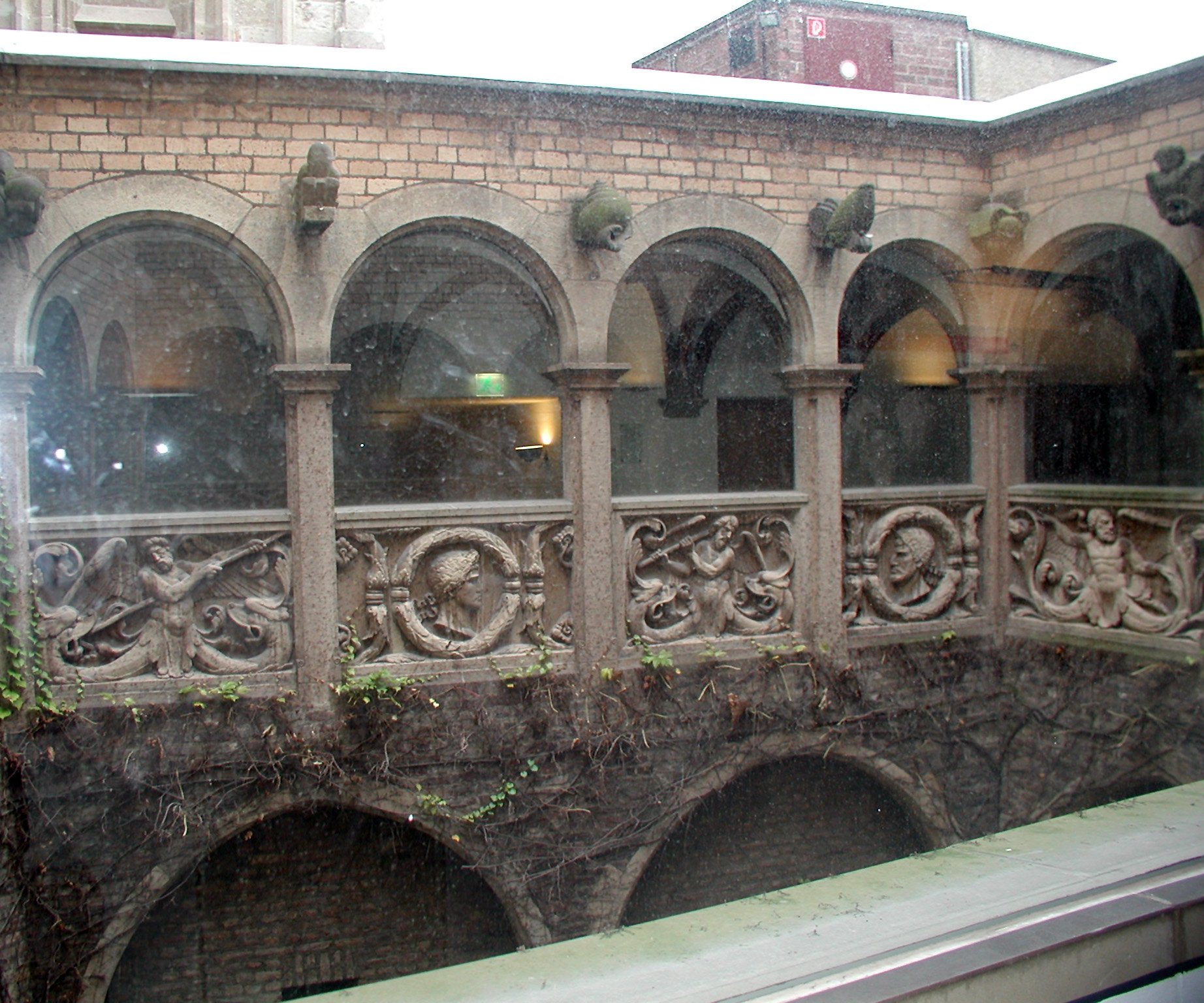
„Löwenhof“ Untergeschoss
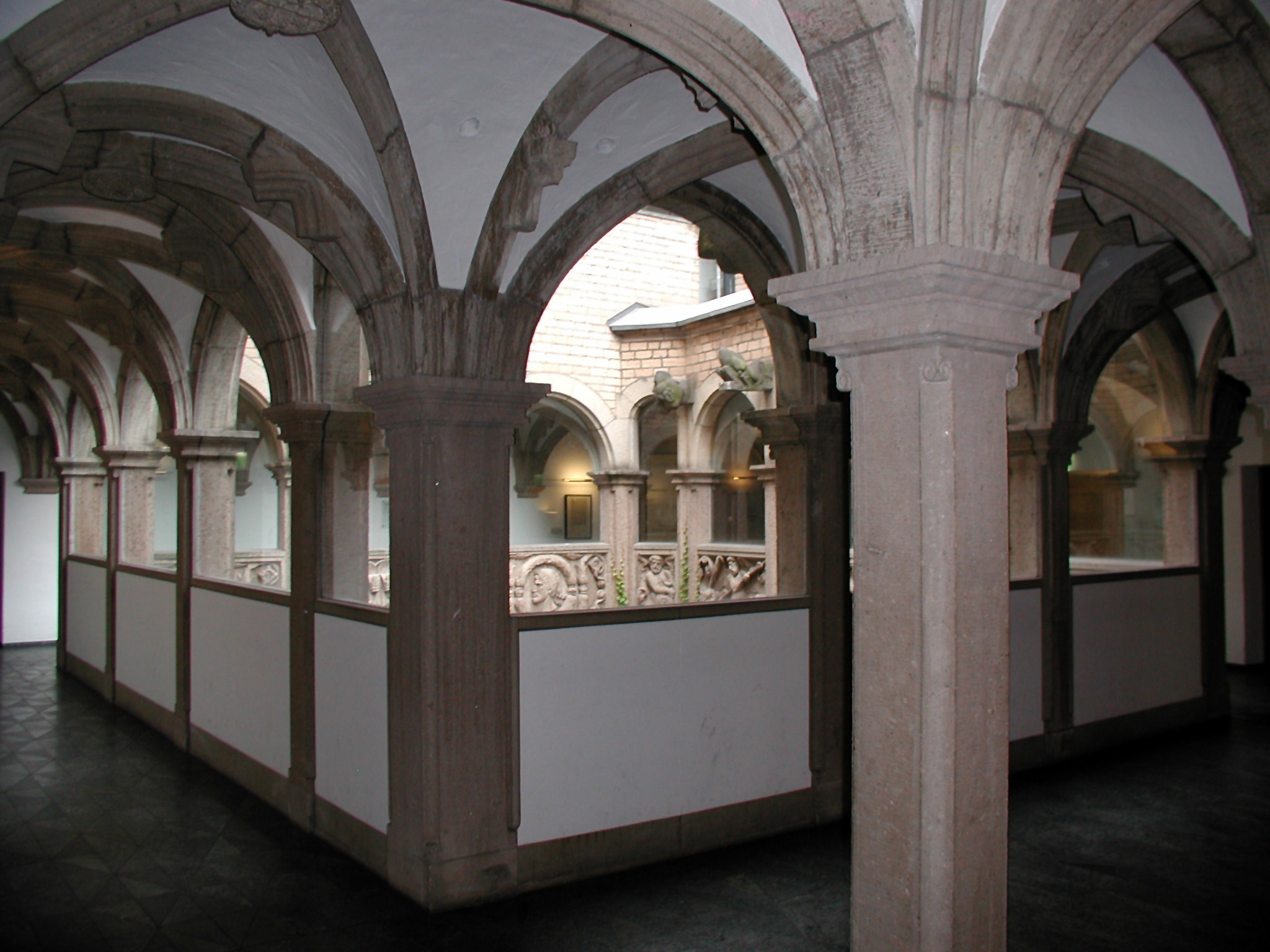
Der Innenhof (alles verglast)
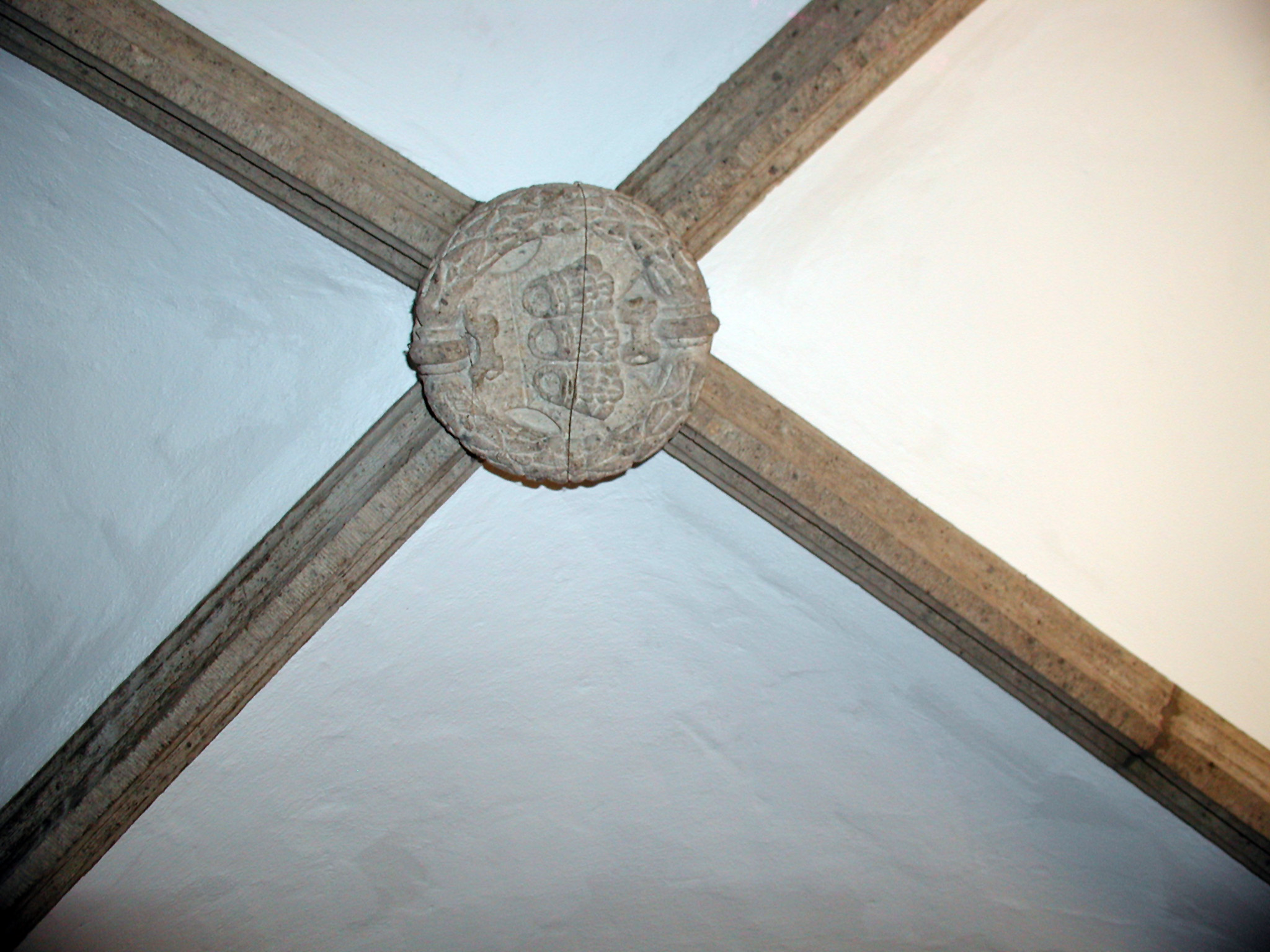
Kölner Wappen als Schlussstein

Der anfänglich nach Osten noch offene, erst 1594 ganz umbaute und mit Renaissance-Elementen (Pfeiler) versehene Laubenhof ist mit seinem gotischen rippengewölbten Umgang und den Fabelwesen darstellenden Steinreliefs der umlaufenden Brüstung eine nach dem letzten Weltkrieg wiedererstandene Zierde des historischen Traktes. An der Westseite des Umganges ist ein aus Alabaster bestehender mit Putten verzierter Brunnen aus dem 17. Jahrhundert zu sehen, der Petersbrunnen. Ihm gegenüber befindet sich die heute Trauungen dienende Rentkammer. Anlässlich des Wiederaufbaues des Rathauses wurde der Grundstein in einen von dem Kölner Bildhauer Hans Karl Burgeff geschaffenen Löwenkopf eingelassen. So sollte symbolisch, wie von alter Zeit her, die Stärke des Rates gezeigt werden.

#### Senatssaal

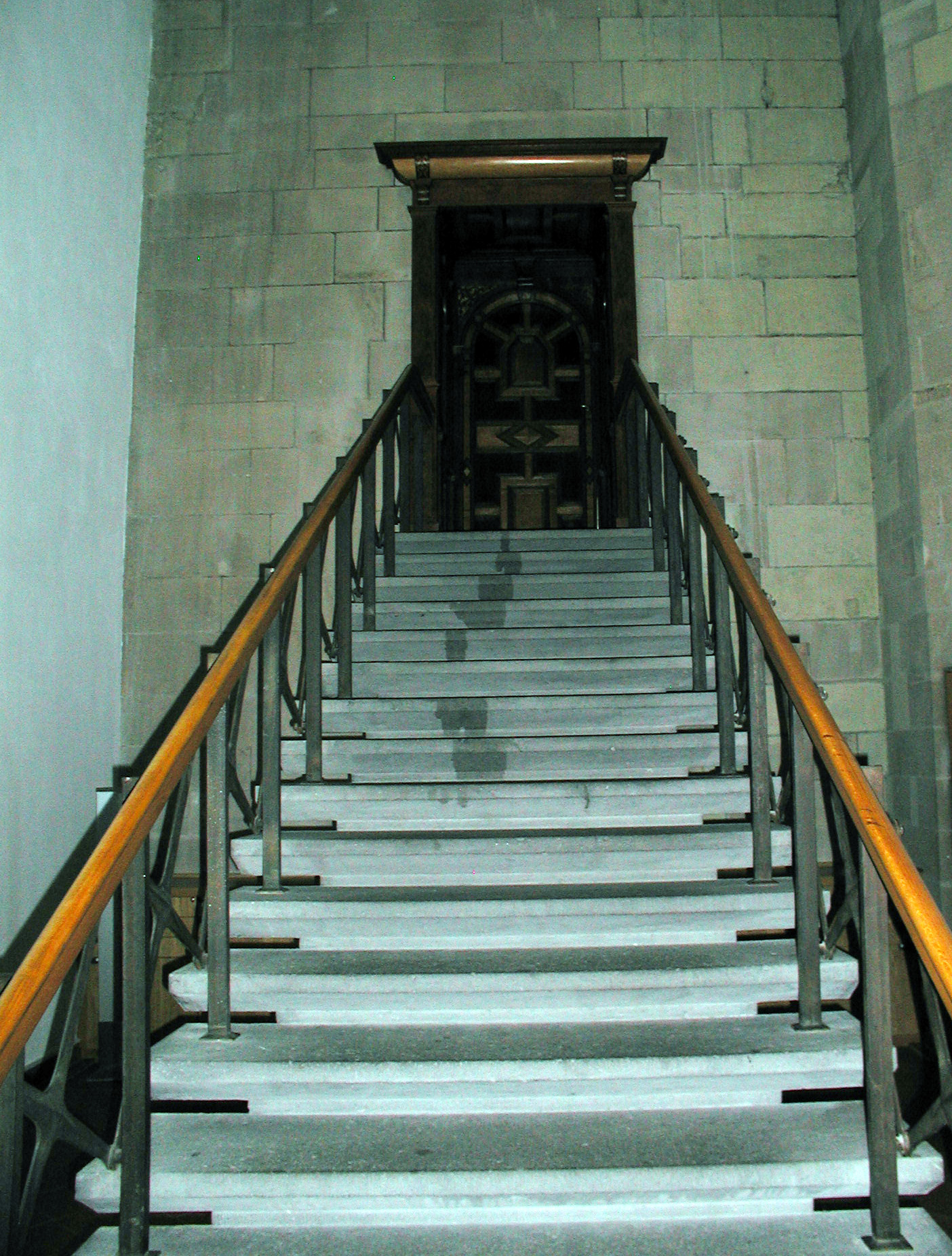
Obergeschoss, Aufgang Senatssaal

Herausragendes Kunstwerk dieses Raumes ist heute das Intarsienportal. Im ausgehenden 16. Jahrhundert traten an die Stelle der Schnitzereien die sogenannten Reliefintarsien, flache Einlegearbeiten, zu denen man unterschiedlich gefärbte Holzarten verwendete. Diese Kunst verwandte, um hierdurch die figürlichen Darstellungen zu beleben, Melchior von Reidt bei seinen Arbeiten für das Rathausinventar. Er schuf das Ratsgestühl und die prachtvollen Türen des Senatssaales.

#### Hansasaal

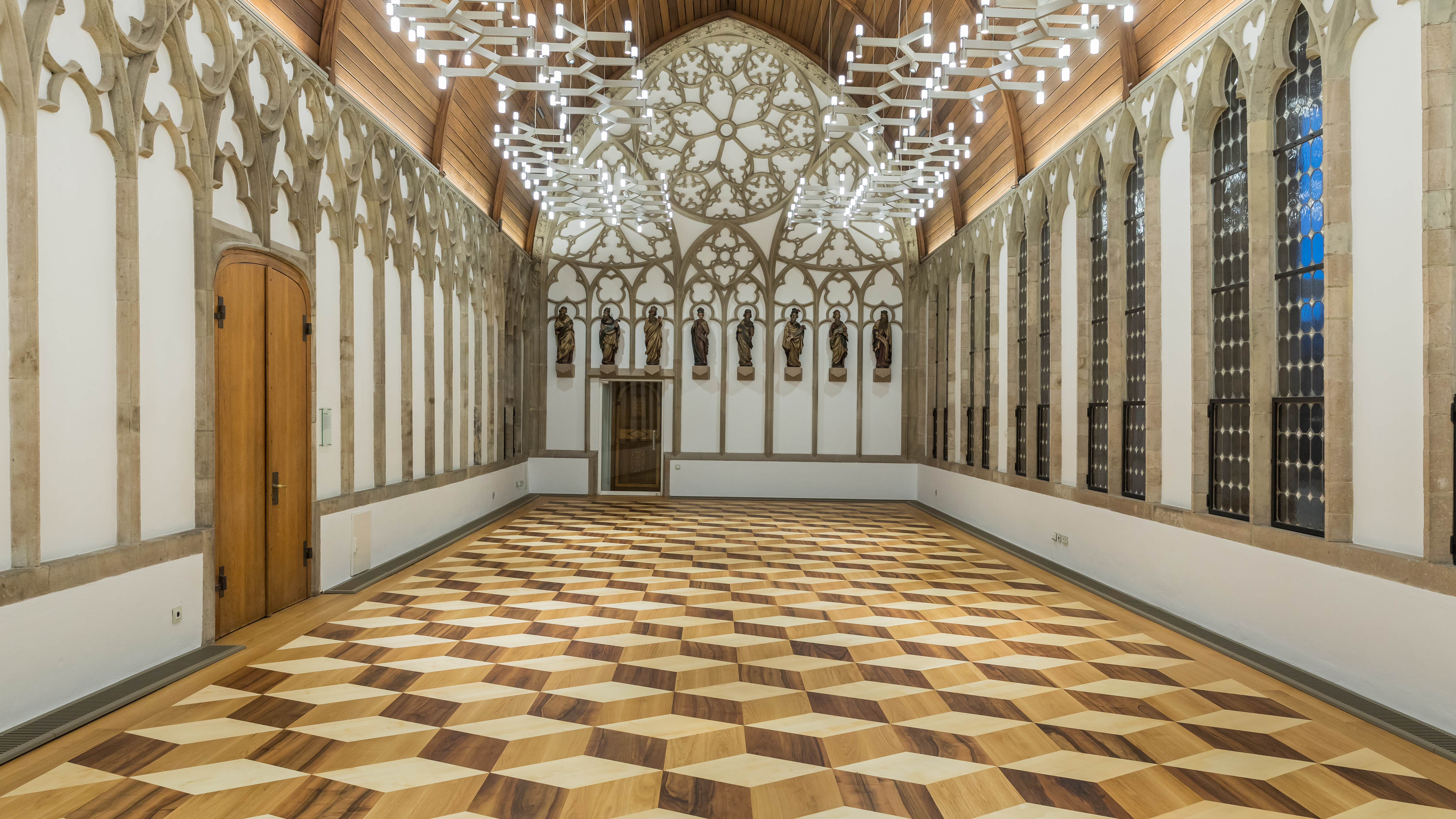
Hansasaal mit 2022 verlegtem Holzfußboden

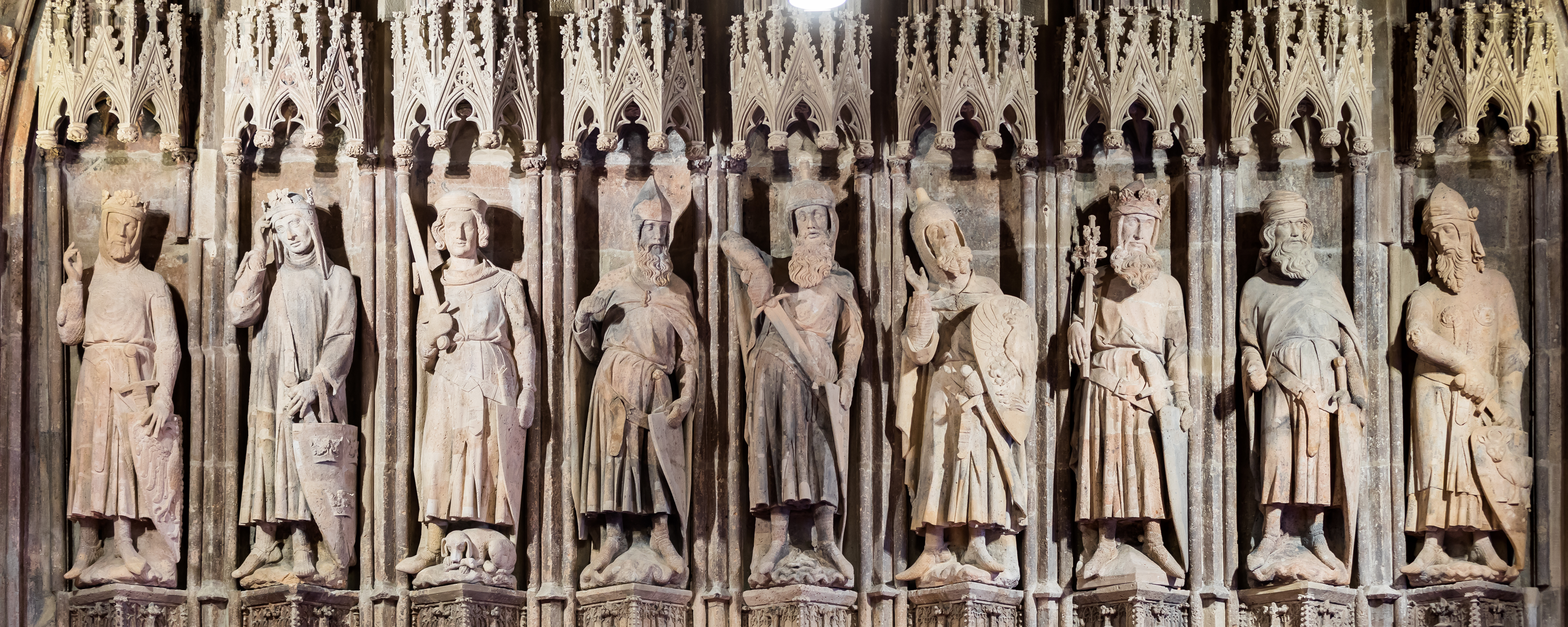
Darstellung der „Neun guten Helden“ an der Südseite des Hansasaales

Der ursprünglich Langer Saal genannte Hansasaal aus dem 14. Jahrhundert wird als das Herzstück des historischen Rathauses angesehen. Die einstige Tagungsstätte der Hanse, hier fand am 19. November 1367 die Tagung der sogenannten Kölner Konföderation statt, die später auch als Gerichtssaal und Repräsentationsort des Rates diente, brannte im Krieg völlig aus. Der Saalbau wurde in seiner hochgotischen Form wiederhergestellt. Der beeindruckende, spitzgewölbte Saal hat eine Länge von 30 und eine Breite von 7,60 Metern, an seiner höchsten Stelle erreicht er 9,58 Meter. Die Seitenwände wurden mit neuen Maßwerkverblendungen aus Reimrather Trachyt und Tuffstein, gefertigt. Auf die vormals farbige Ausmalung der Fenster wurde jedoch verzichtet. Beim Betreten des Saales erweckt die südliche Stirnwand sofort die Aufmerksamkeit eines jeden Besuchers. Die Wand, die in ihrem gotischen Fialwerk die sogenannten „Neun guten Helden“ darstellt, gehört heute zum wertvollsten Interieur des Rathauses.
Die symbolhafte Darstellung von jeweils drei mächtigen Vertretern der Heilszeitalter des Augustinus zeigen von rechts beginnend: Die Heiden Alexander der Große, Hektor und Julius Cäsar, die Juden Judas Maccabeus, David und Josua sowie die Christen Gottfried von Bouillon, König Artus und Kaiser Karl den Großen. Die an der Nordseite angebrachten acht Prophetenfiguren stammen aus der Zeit um 1410, sie zierten früher die angrenzende Prophetenkammer. Auch das Portal des Hansasaales stammt von Melchior von Reidt (um 1600).

## Spanischer Bau
Ein 1475 erwähntes Kanzleihaus an dieser Stelle wich einem gewölbten Bau zur Aufbewahrung der Schreinsbücher im Jahre 1513. Später diente der Bau der Registratur aber auch der Ausgabe von Ratszeichen, der im Ratskeller geprägten Präsenzzeichen. Diese als Anwesenheitsbescheinigungen an die Ratsmitglieder vergebenen Prägungen konnten bei der Ausgabe des Ratsweines verrechnet werden und hatten den Geldwert eines halben Talers. Die begehrten Marken trugen das Wappen der Stadt, die Jahreszahl und die Inschrift Signum Senatori. Um 1549 nutzten die Schöffen das Gebäude. Danach beherbergte es Verwaltungsstellen sowie Gerichte. 
1660/61 entstand ein anspruchsvolleres Gebäude im Stil der niederländischen Spätrenaissance. Das damalige Bauwerk, vom Steinmetz Matthias von Gleen als Ort für Sitzungen, Empfänge und festliche Veranstaltungen konzipiert, wurde von den Bürgern nur Neuer Bau genannt (Koordinaten). Dank eines Bürgerantrages der Vereinigung der Verfolgten des Naziregimes – Bund der Antifaschistinnen und Antifaschisten wurde im Frühjahr 1989 links neben der Eingangstür zum Sitzungssaal im Spanischen Bau eine Tafel angebracht, die an die Kölner Stadtverordneten erinnert, die Opfer der nationalsozialistischen Gewaltherrschaft wurden.

Spanischer Bau
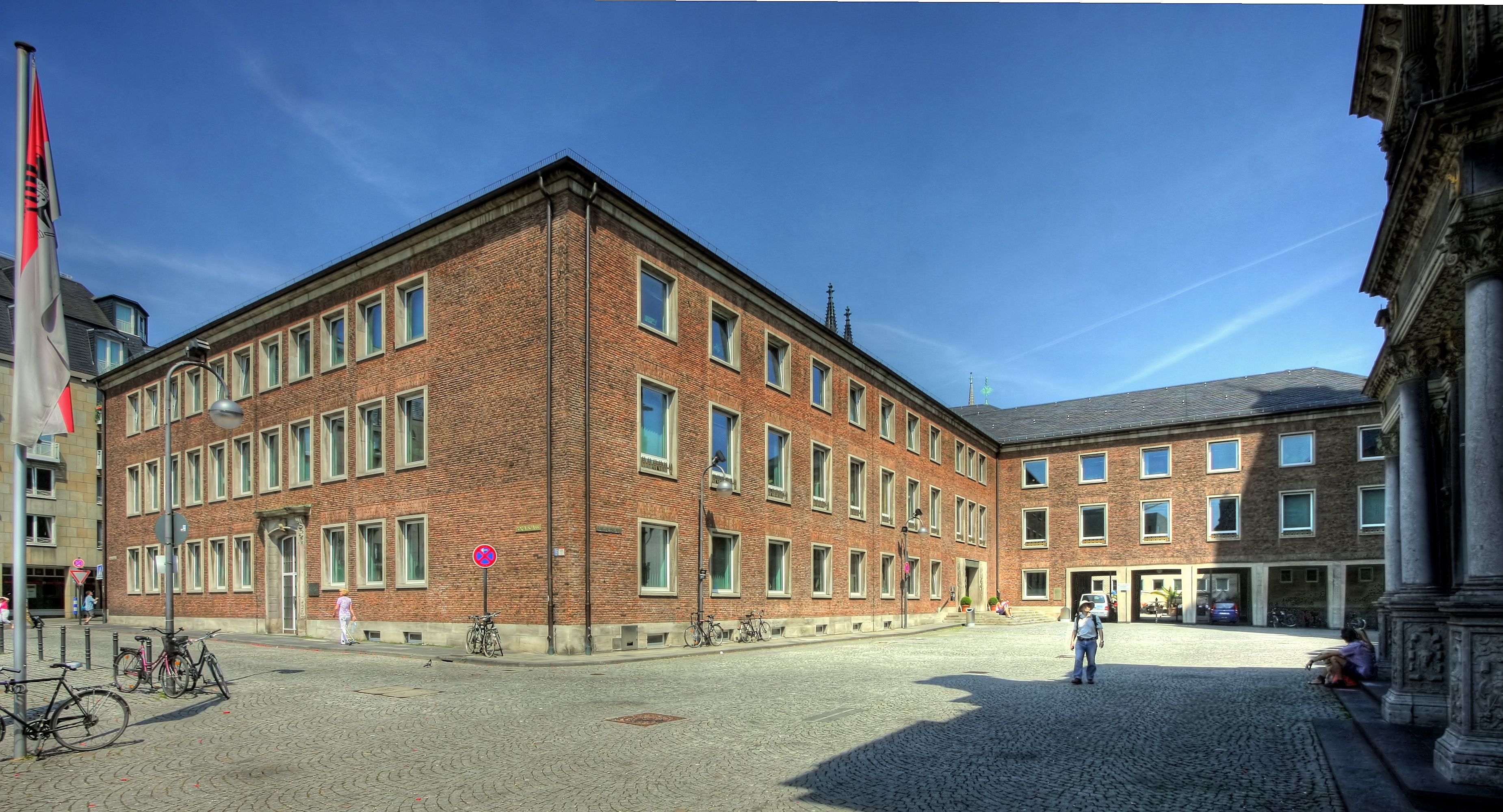
Spanischer Bau
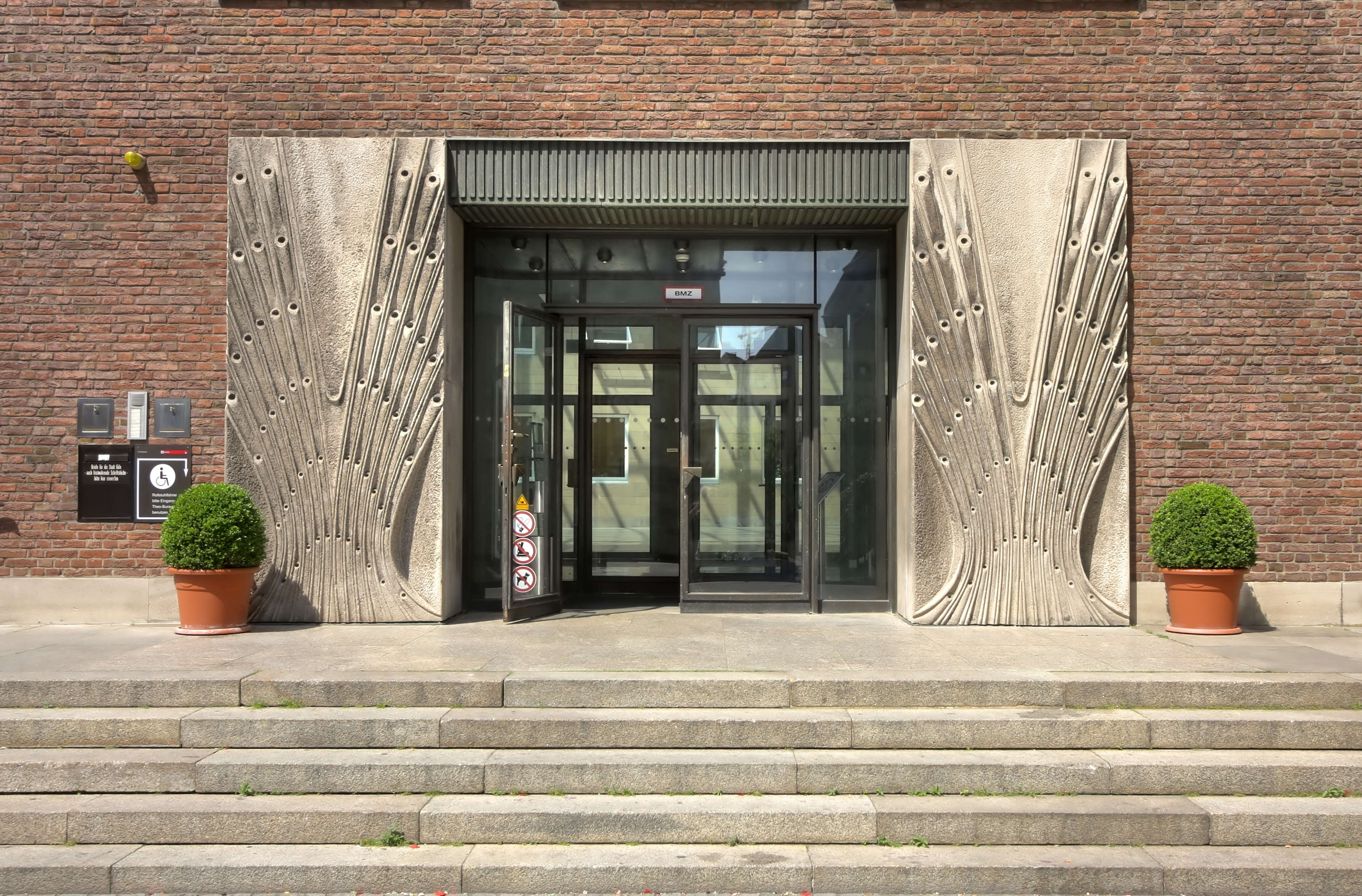
Eingang Rathausplatz. Türgewände mit Ährenreliefs von Günter Lossow
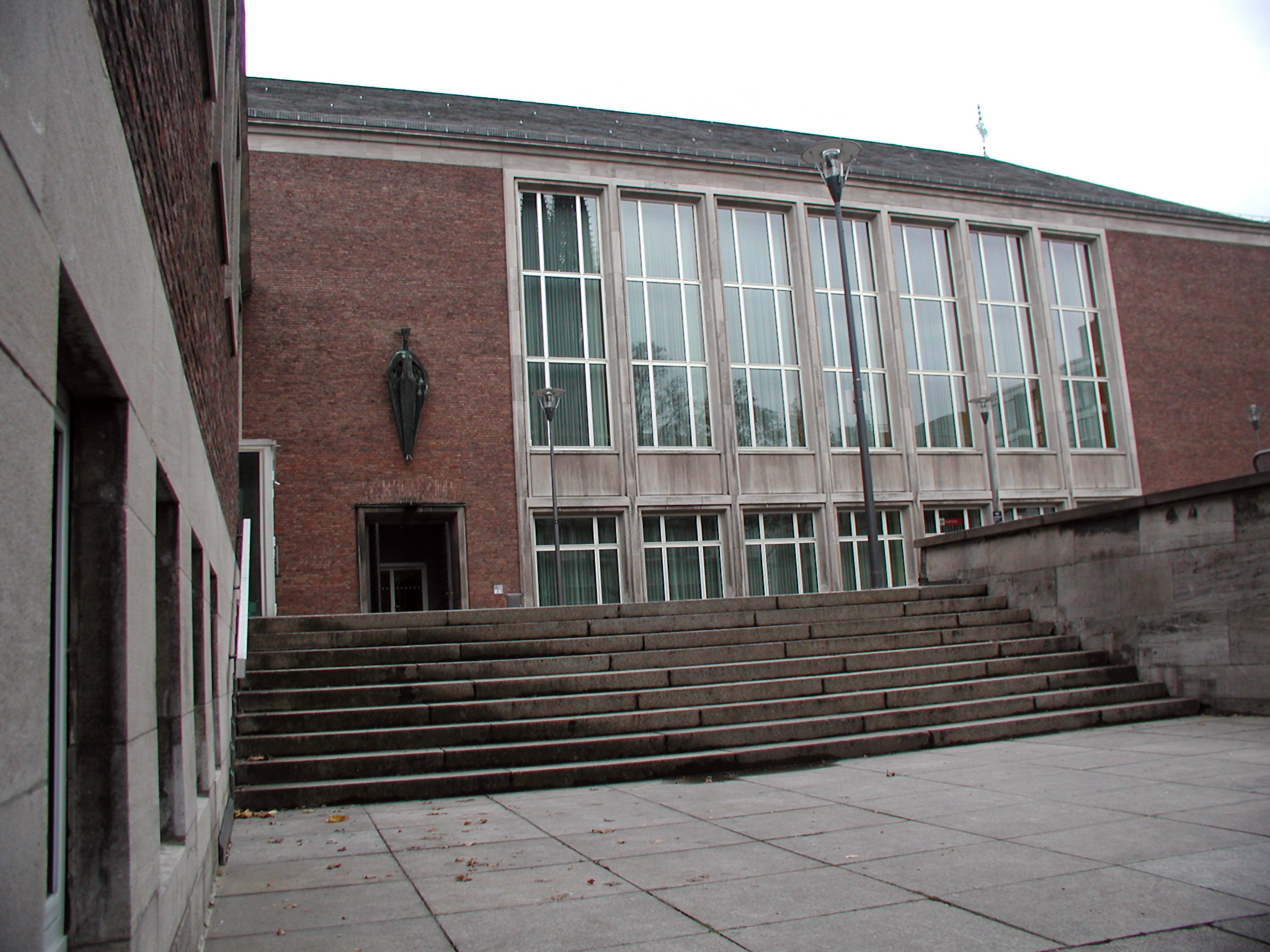
Eingang Nordseite Theo-Burauen-Platz

Die noch heute verwendete Bezeichnung Spanischer Bau entstand erst in der Mitte des 19. Jahrhunderts. Der Name erinnert an die Sitzungen des von Frankfurt am Main nach Köln verlegten Kompositionstages der Spanischen Liga im August 1623, einer spanischen Friedensdelegation. 1658 wurde die Freitags-Rentkammer im Spanischen Bau untergebracht. Noch bis zum Jahr 1854 hielt hier auch der Rat Sitzungen ab. 1878 wurde an der Seite der Portalsgasse der Spanische Bau mit einem Bibliotheksgebäude erweitert. Das Haupthaus wurde umgebaut und dort von 1888 bis 1913 die Stadtsparkasse untergebracht. Als letzte größere Investition ließ die Stadt im Jahr 1920 für den Rat einen neuen Sitzungssaal erbauen. In den Kriegsjahren wurde der Komplex des Spanischen Baus größtenteils zerstört. 
Bei den Ausschachtungsarbeiten in den 1950er Jahren zum Wiederaufbau dieser Einrichtung wurden umfangreiche römische Fundamente freigelegt. Es erwies sich, dass es sich dabei um Reste des einstigen Praetoriums der alten Römerstadt Köln handelte. Der Spanische Bau ist ein Baudenkmal im Sinne des Denkmalschutzgesetzes Nordrhein-Westfalen (Denkmalnummer 5002). Das Praetorium wurde in den Neubau integriert, der in den Jahren 1954–1956 nach Plänen von Oberbaurat Theodor Teichen und Stadtbaudirektor Franz Löwenstein errichtet wurde. Im Spanischen Bau befindet sich das einzige barrierefreie Trauzimmer der Stadt Köln.

## Verkehrsanbindung
Von Dezember 2012 bis Dezember 2013 endete an der Ostseite des Rathauses, am Alter Markt, die Linie 5 kommend von Richtung Butzweilerhof, mit der U-Bahn-Haltestelle Rathaus. Seither fährt diese weiter bis zur neuen U-Bahn-Haltestelle Heumarkt. Mit Eröffnung der U-Bahn-Haltestelle Rathaus wurde jedoch die Fahrstrecke der Buslinie 132 geändert. Diese fährt die Haltestelle Rathaus nun nicht mehr an. Die nächstgelegene Bushaltestelle befindet sich am Heumarkt.